# Lausanne

Logo der Stadt Lausanne

Lausanne [lɔˈzan] (deutsch veraltet auch Lausannen und Losannen, frankoprovenzalisch Losena [lɔˈzəna], italienisch und rätoromanisch Losanna) ist eine Schweizer Grossstadt. Sie ist eine politische Gemeinde und der Hauptort des Kantons Waadt und auch die Hauptstadt des Bezirks Lausanne. Die Stadt liegt in der französischsprachigen Schweiz (Romandie) am Genfersee und ist mit 144'160 Einwohnern (31. Dezember 2023) nach Zürich, Genf und Basel die viertgrösste Stadt der Schweiz.
Die Agglomeration Lausanne zählt rund 430'000 Einwohner. Die Stadt Lausanne ist zudem ein Teil der noch weiter gefassten Metropolregion Genf-Lausanne und umfasst etwas mehr als ein Zehntel der Einwohnerschaft dieser Region. In der Kantonshauptstadt lebt mehr als ein Sechstel der Bevölkerung des Kantons Waadt. Mit 42,6 Prozent Ausländern (Einwohner ohne Bürgerrecht) zählt Lausanne, unter anderem neben Genf und Basel, zu den Schweizer Städten mit hohem Ausländeranteil.
Lausanne ist ein bedeutendes Wirtschafts-, Kultur- und Bildungszentrum sowie eine wichtige Verkehrsdrehscheibe in der Westschweiz. Das Schweizer Bundesgericht hat in Lausanne seinen Sitz, ebenso der Internationale Sportgerichtshof und das Schweizer Filmarchiv. Im Bürokomplex der Maison du Sport International nahe am Genfersee befinden sich die Verwaltungszentralen vieler Sportweltverbände wie des Internationalen Olympischen Komitees. Seit 1994 trägt die Stadt den offiziellen Titel «Olympische Hauptstadt».

## Geographie

### Lage

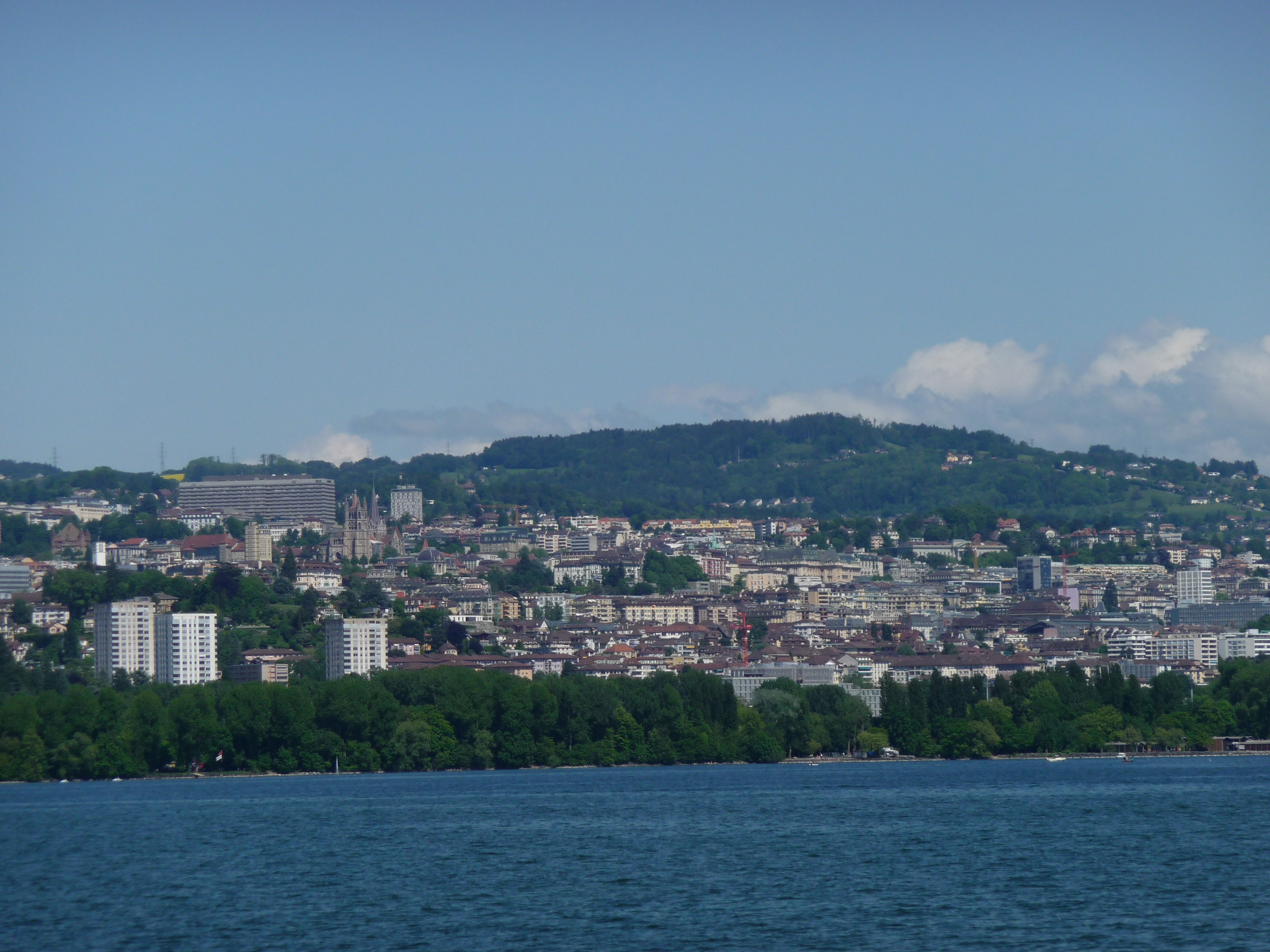
Blick vom Genfersee auf Lausanne

Lausanne liegt im Waadtländer Mittelland am nördlichen Ufer des Genfersees. Die Fläche des 41,4 km² grossen Gemeindegebiets umfasst in seinem südlichen Teil den vom See stark ansteigenden Berghang mit der dicht gebauten Stadtsiedlung von Lausanne. Es wird begrenzt durch die beiden Genferseezuflüsse Chamberonne im Westen und Vuachère im Osten. Im Stadtzentrum treffen die heute grösstenteils überdeckten Bäche Louve und Flon zusammen. Die Flusstäler trennen die drei Hügel Cité, Le Bourg und Saint-Laurent voneinander. Vom Seeufer auf 372 m ü. M. erstreckt sich das Stadtgebiet über den flachen, je nach Lage bis 500 m breiten Uferrandstreifen und anschliessend gegen Norden bis auf die Hochfläche von La Blécherette (620 m ü. M.), in das Waldgebiet Bois de Sauvabelin (663 m ü. M.) und auf die Terrasse von Vennes (bis 700 m ü. M.). Das Stadtzentrum liegt auf der Höhe von 495 m ü. M.
An das Siedlungsareal schliesst im Nordosten ein schmaler Streifen des Gemeindegebietes an, der sich über den Hang von Montblesson zwischen den Tälern von Flon Morand und Chandelar, beide im Einzugsgebiet der Paudèze, und bis auf die Hochflächen des Jorat erstreckt. Hier befindet sich der Passübergang Col du Chalet-à-Gobet (873 m ü. M.) an der Schweizer Hauptstrasse 1, die von Lausanne über Moudon nach Bern führt. Nördlich davon liegt das ausgedehnte Waldgebiet des Bois du Jorat, in dem sich nur wenige kleine Rodungsinseln befinden (Chalet des Enfants, Chalet Boverat, Les Saugealles und Moille Saugeon). Der höchste Punkt im Gebiet der Stadt Lausanne auf dem Berg Montagne du Château ist zugleich auch die höchste Erhebung des Jorat (929 m ü. M.). Über diese Hügelzone verläuft die kontinentale Wasserscheide zwischen den Einzugsgebieten von Rhone im Süden und Rhein im Norden. Der nördlichste Teil des Stadtgebietes umfasst das Quellgebiet und den Oberlauf des Flusses Talent, der zum Einzugsgebiet des Rheins gehört.
Im Nordwesten gehört das Gebiet von Vernand als Exklave zu Lausanne. Dieses Areal wird im Westen und Norden durch das in die Hochfläche eingetiefte Tal der Mèbre begrenzt, die ein Zufluss der Chamberonne ist. Das Gebiet umfasst die Wälder Bois de Vernand-Dessous und Bois de VeErnand-Dessus, Landwirtschafts- und Siedlungsflächen sowie das Industrie- und Gewerbegebiet Vernand.

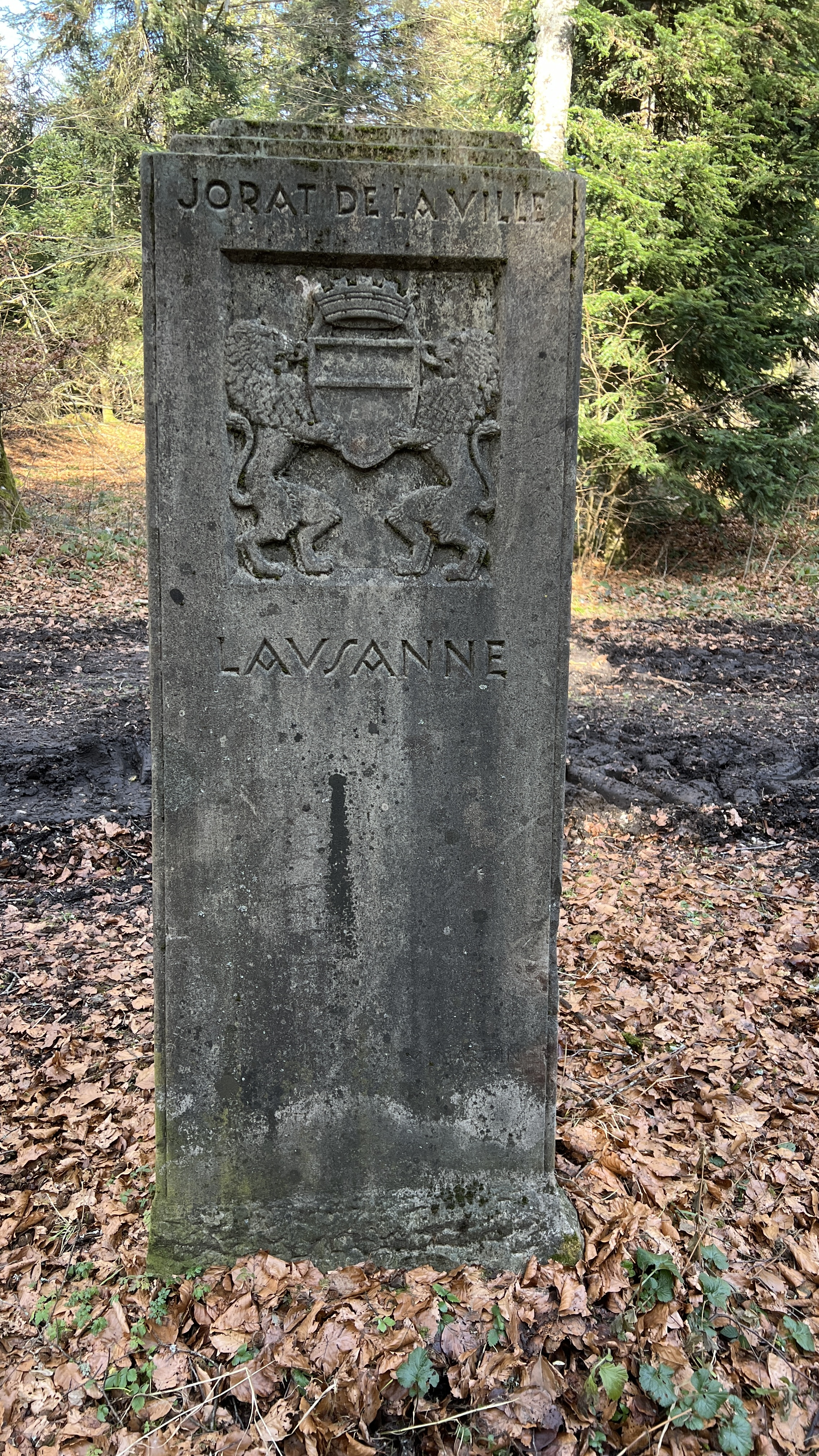
Grenzstein zu Froideville und Montpreveyres Borne des trois Jorats von 1928 (Seite Lausanne)

Die Nachbargemeinden von Lausanne sind Saint-Sulpice, Chavannes-près-Renens, Renens, Prilly, Romanel-sur-Lausanne, Le Mont-sur-Lausanne, Epalinges, Jouxtens-Mézery, Crissier, Cheseaux-sur-Lausanne, Morrens, Cugy, Bretigny-sur-Morrens, Bottens, Froideville, Montpreveyres, Savigny und Pully. Das Bundesamt für Statistik zählte in einer Zusammenstellung von 2000 ein Gebiet mit 65 Gemeinden zur Agglomération lausannoise.
Gemäss der Arealstatistik von 1997 entfielen 42,9 % der Gemeindefläche von Lausanne auf Siedlungen, 39,6 % auf Wald und Gehölze, 17,3 % auf Landwirtschaftsgebiet und 0,2 % auf unproduktives Land.

### Geologie
Die Landschaft von Lausanne ist vom Untergrund aus Molasse geprägt, die an einigen Stellen in Lausanne an der Erdoberfläche zu sehen ist. Das Molassemassiv zwischen den Alpen und dem Jura hat der eiszeitliche Rhonegletscher über Jahrmillionen in mehreren Vorstössen stark überformt. Die letzte Vereisung des Waadtlands dauerte bis etwa 12'000 Jahre vor unserer Zeit. Ein Zeuge dieser Vergletscherung ist die Pierre à Cambot, ein grosser Findling im Wald von Vernand-Dessous, der mit dem Gletscher aus dem Gebiet des Unterwallis in das Mittelland transportiert wurde. Bei seinen Vorstössen hob der Alpengletscher mit der Gletscherzunge, die über Genf bis in das Gebiet nördlich von Lyon floss, das Becken des Genfersees aus und überformte mit der Gletscherzunge, die nach Nordosten über das Mittelland strömte, die anschliessenden Anhöhen des Jorat und des Gros de Vaud. Bei späten Rückzugsstadien schüttete er in verschiedenen Gebieten Seitenmoränen auf, welche heute die Landschaft im Stadtzentrum von Lausanne prägen. Nacheiszeitlich bildeten die vom Berg zum Genfersee strömenden Flüsse am Ufer breite Deltaflächen.

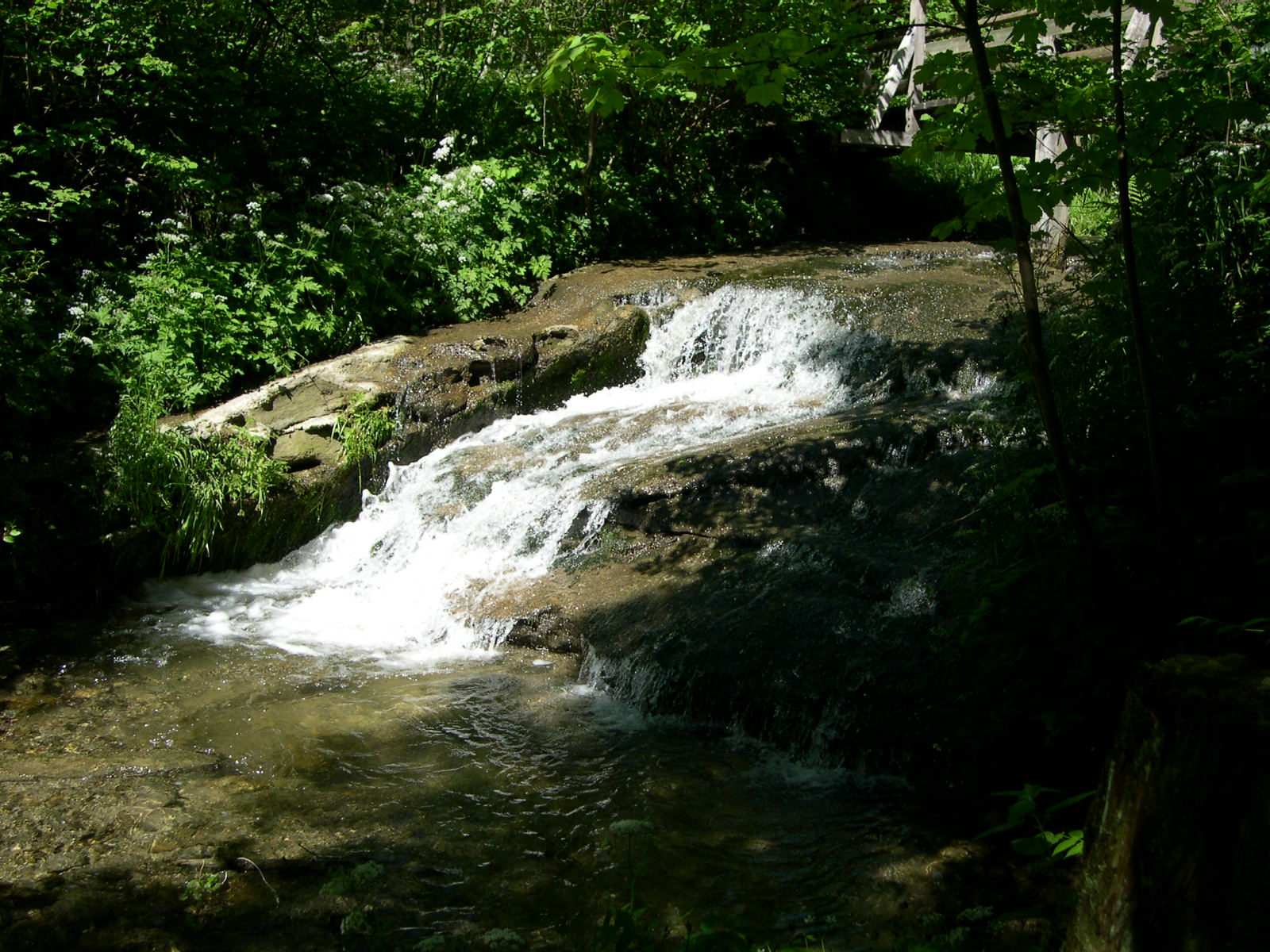
Wasserfall des Flon auf Molassefelsen

### Naturlandschaft
In den weiten Waldgebieten im Norden und entlang der Gewässer von Lausanne sind einige Flächen im natürlichen Zustand erhalten geblieben. Sie dienen als Erholungsgebiete in der Nähe der Agglomeration von Lausanne und bieten Lebensraum für Tiere und Pflanzen. Der Jorat ist mit einer Fläche von 40 Quadratkilometern das grösste zusammenhängende Waldgebiet im Westschweizer Mittelland. Die Naturlandschaft soll als Parc naturel du Jorat besser geschützt werden. Die Stadt Lausanne und vier andere Gemeinden, die am Waldgebiet Anteil haben, gründeten dazu die Vereinigung Jorat parc naturel.
Ganz im Westen des Stadtgebiets liegt am Genfersee der Parc Louis Bourget, ein historischer Park, neben welchem der Sitz des IOC liegt. Im Parkgelände befinden sich der Auenwald an der Mündung der Chamberonne in den Genfersee und ein Feuchtbiotop; diese Zone ist ein für Lausanne einzigartiges Naturschutzgebiet. Auch an der Mündung der Vuachére befindet sich ein Schutzgebiet.

### Stadtgliederung

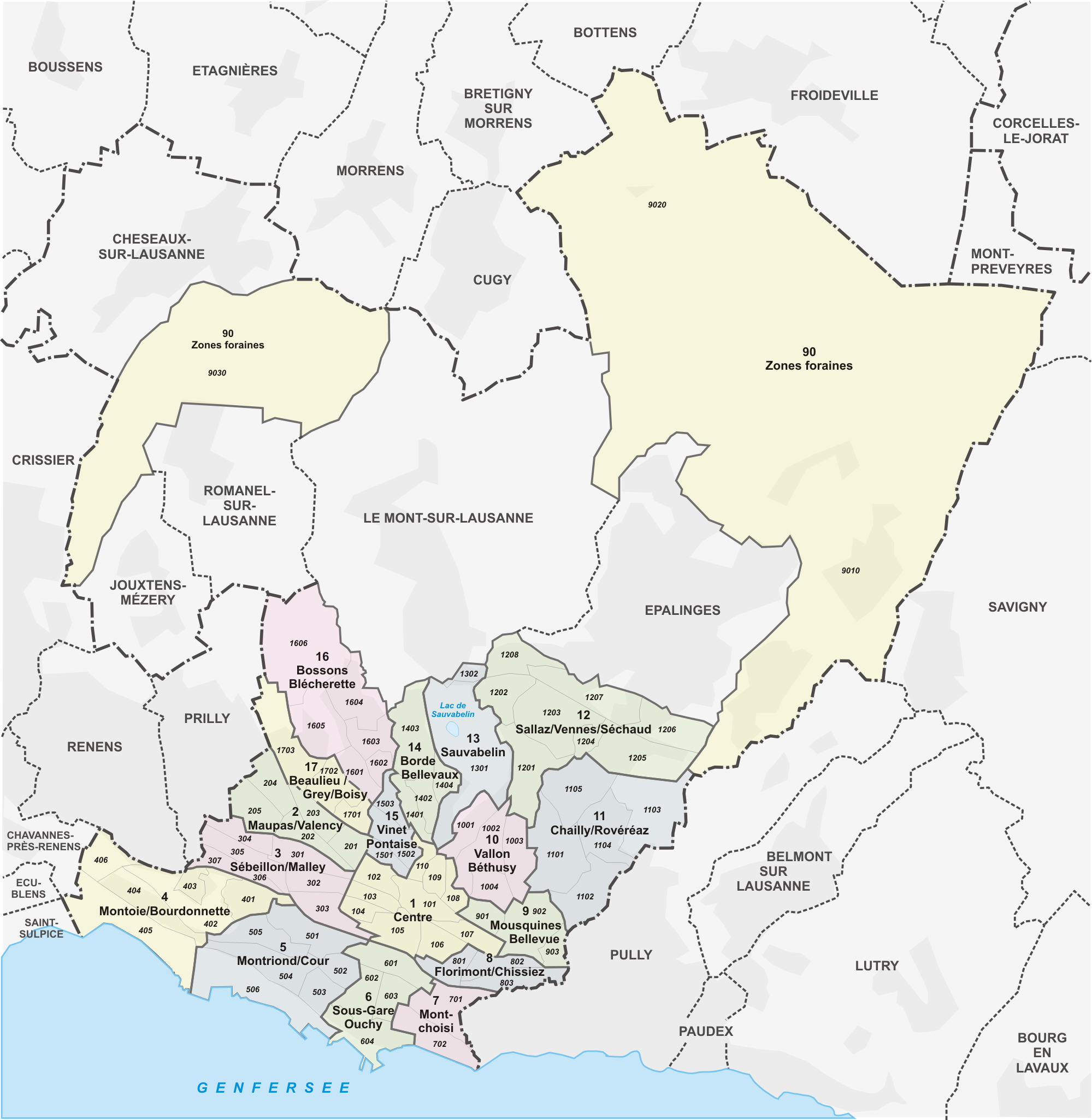
Quartiere von Lausanne

Im Quartier Flon

Das Stadtzentrum von Lausanne umfasst die Quartiere La Cité, Le Bourg, La Palud, Saint-Laurent und Le Pont. Bis um die Mitte des 19. Jahrhunderts bildeten diese Gebiete die eigentliche Stadt Lausanne. Danach dehnte sich die Stadt immer weiter aus, und die umliegenden ehemaligen Dörfer und Weiler wurden in das Stadtgebiet inkorporiert, beziehungsweise sind zu Wohnquartieren geworden. Dazu zählen: Ouchy, Vidy und Cour nahe dem Seeufer, Malley auf der untersten Terrasse westlich der Stadt, La Blécherette und Bellevaux auf der Hochfläche nördlich der Stadt, Chailly (570 m ü. M.) in einer Talmulde der Vuachère, La Sallaz (616 m), Vennes und Rovéréaz an den Hängen östlich des Tals des Flon.
Fast der gesamte Hang von Lausanne ist heute überbaut, weist aber einige grössere Freiflächen (Parkanlagen, kleine Waldgebiete) auf. Das Siedlungsgebiet von Lausanne ist lückenlos mit denjenigen von Chavannes-près-Renens, Renens, Prilly, Le Mont-sur-Lausanne, Epalinges und Pully zusammengewachsen.
Ferner gehören im ländlichen nördlichen Stadtgebiet die unterdessen teilweise ebenfalls durch Neubausiedlungen ergänzten Weiler Montblesson (737 m ü. M.) am Hang östlich des Flon Morand, Vers-chez-les-Blancs (837 m ü. M.), La Vulliette (850 m ü. M.) und Le Chalet-à-Gobet (861 m ü. M.) auf der Hochfläche des Jorat sowie ganz im Norden Montheron (723 m ü. M.) und La Râpe (711 m ü. M.) am Talent, La Bérallaz (737 m ü. M.) südlich und Chalet Marin (736 m ü. M.) nördlich des Taleinschnitts des Talent zu Lausanne. Die Exklave Vernand umfasst die Weiler Vernand-Dessus (645 m ü. M.), Vernand-Dessous (613 m ü. M.) und Le Boulard (560 m ü. M.) sowie die Industrie- und Gewerbezonen Vernand und Bel-Air.

### Klima
Für die Normalperiode 1991–2020 beträgt die Jahresmitteltemperatur 11,3 °C, wobei im Januar mit 2,7 °C die kältesten und im Juli mit 20,5 °C die wärmsten Monatsmitteltemperaturen gemessen werden. Im Mittel sind hier rund 38 Frosttage und 7 bis 8 Eistage zu erwarten. Sommertage gibt es im Jahresmittel rund 47, während normalerweise 7 Hitzetage zu verzeichnen sind.
Die Messstation von MeteoSchweiz befindet sich im Vorort Pully, auf 456 m ü. M., ca. 3 km östlich des Stadtzentrums (Luftlinie).

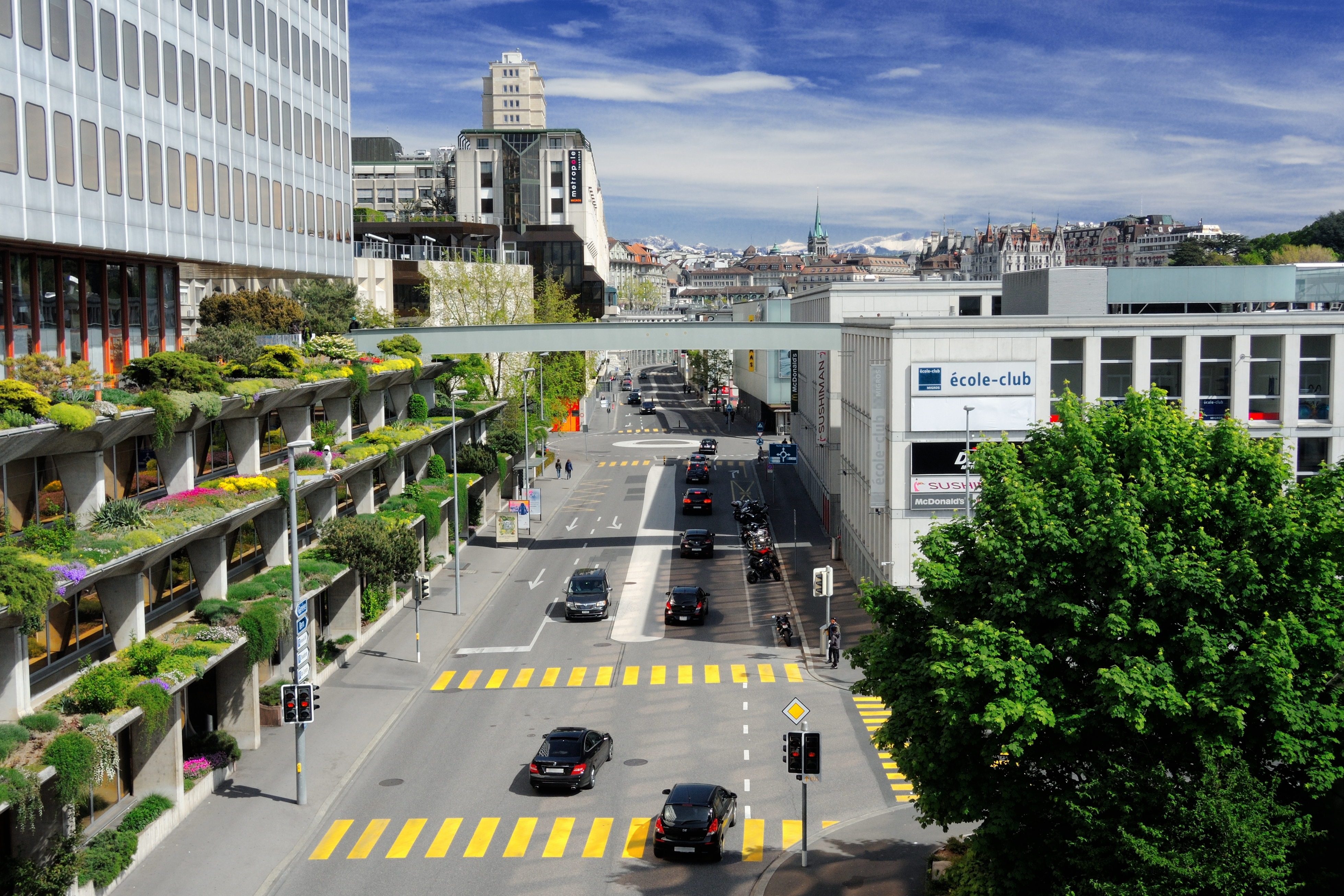
Frühling
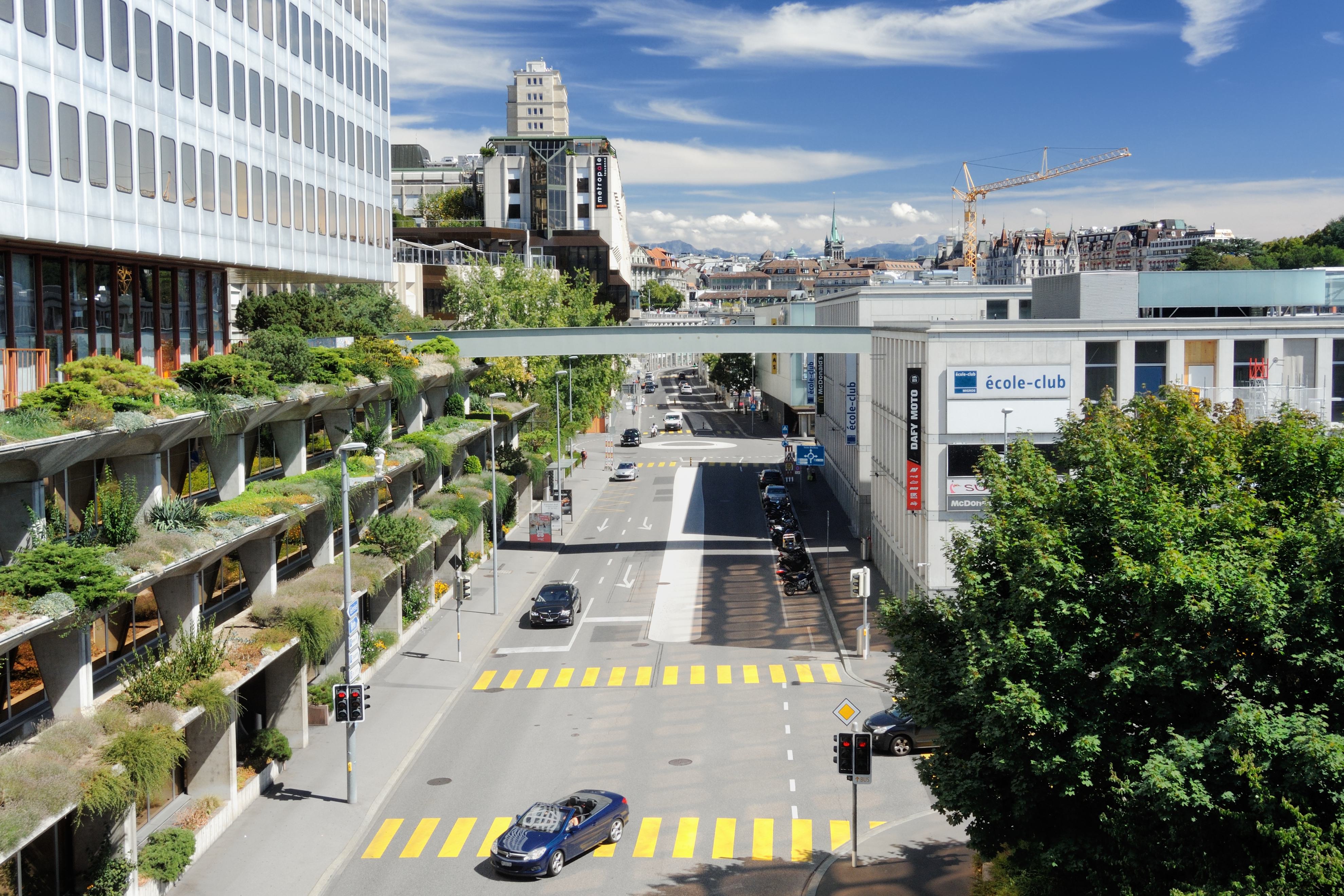
Sommer
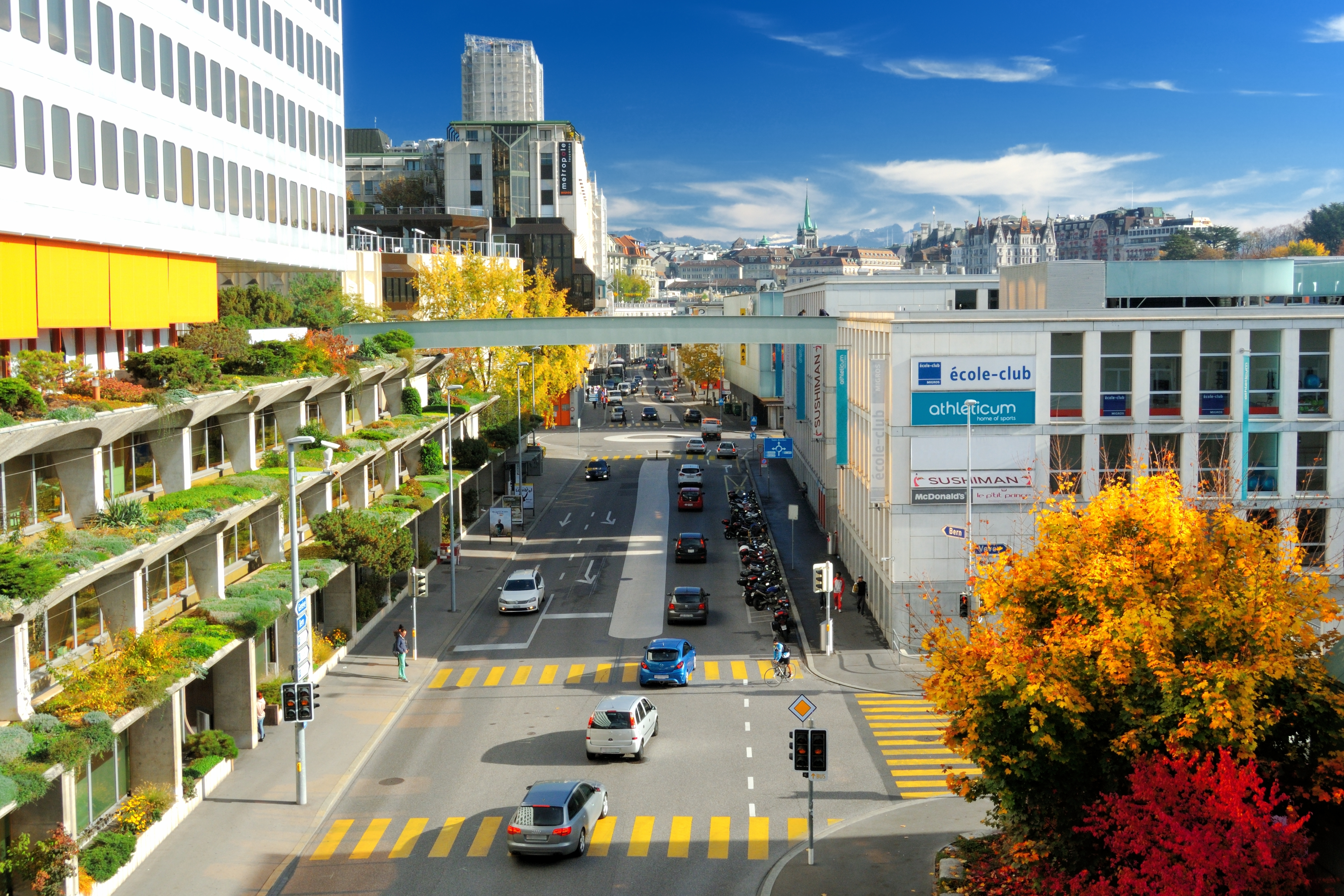
Herbst
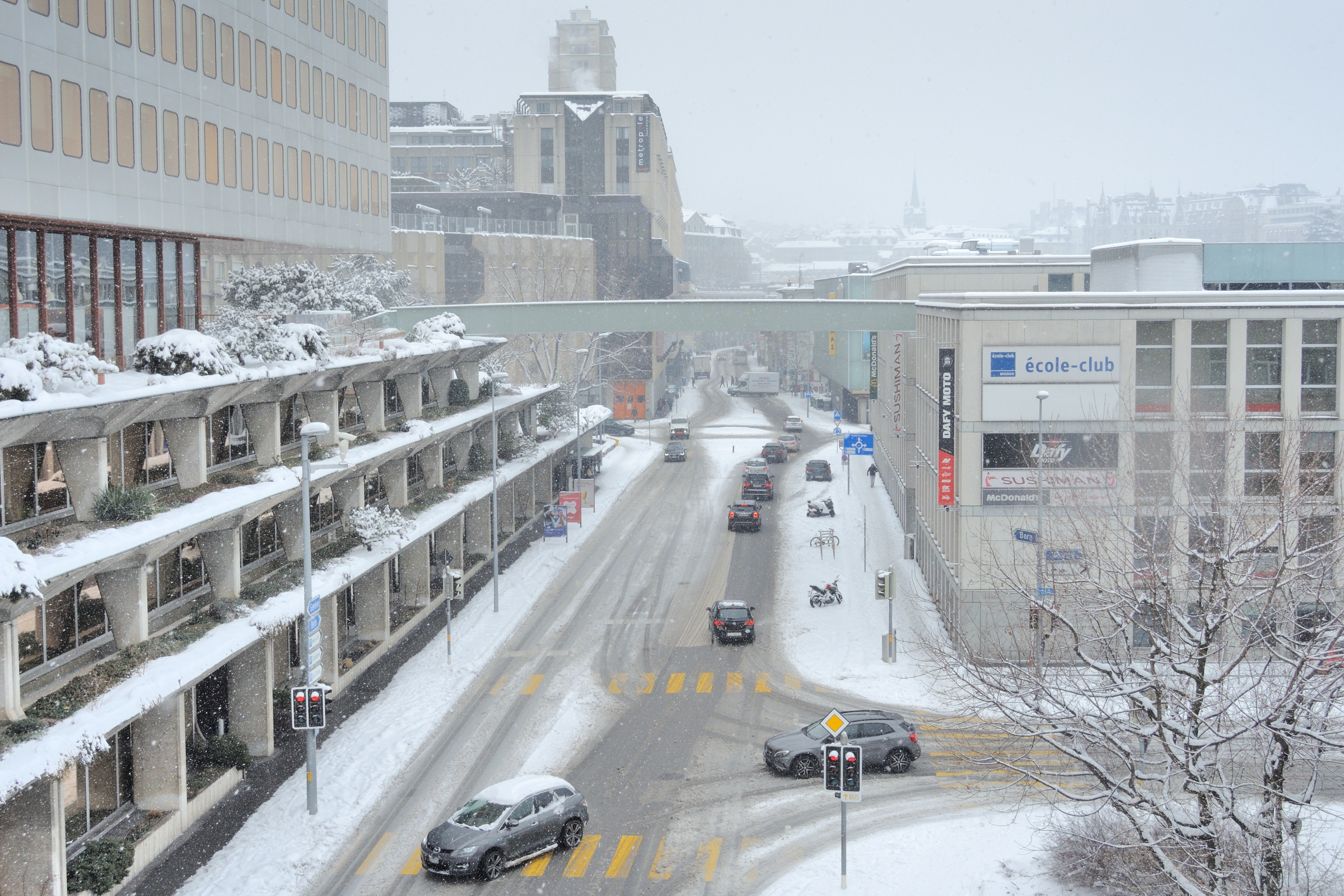
Winter

|                        | Jan | Feb | Mär  | Apr  | Mai  | Jun  | Jul  | Aug  | Sep  | Okt  | Nov  | Dez  |   |       |
| Mittl. Temperatur (°C) | 2,7 | 3,3 | 7,0  | 10,6 | 14,6 | 18,4 | 20,5 | 20,1 | 16,0 | 11,7 | 6,7  | 3,5  | ⌀ | 11,3  |
| Mittl. Tagesmax. (°C)  | 4,7 | 5,9 | 10,5 | 14,6 | 18,9 | 22,8 | 25,0 | 24,5 | 19,8 | 14,6 | 8,9  | 5,4  | ⌀ | 14,7  |
| Mittl. Tagesmin. (°C)  | 0,7 | 0,8 | 3,7  | 6,8  | 10,7 | 14,3 | 16,2 | 16,2 | 12,7 | 9,1  | 4,5  | 1,5  | ⌀ | 8,1   |
|                        |     |     |      |      |      |      |      |      |      |      |      |      |   |       |
| Niederschlag (mm)      | 75  | 64  | 72   | 84   | 113  | 107  | 103  | 110  | 98   | 111  | 99   | 98   | Σ | 1134  |
|                        |     |     |      |      |      |      |      |      |      |      |      |      |   |       |
| Sonnenstunden (h/d)    | 2,5 | 3,9 | 5,5  | 6,4  | 6,9  | 8,0  | 8,4  | 7,8  | 6,3  | 4,3  | 2,6  | 1,9  | ⌀ | 5,4   |
|                        |     |     |      |      |      |      |      |      |      |      |      |      |   |       |
| Regentage (d)          | 9,8 | 8,5 | 9,0  | 9,2  | 11,7 | 9,9  | 9,6  | 9,5  | 8,9  | 10,3 | 10,4 | 10,9 | Σ | 117,7 |
|                        |     |     |      |      |      |      |      |      |      |      |      |      |   |       |
| Luftfeuchtigkeit (%)   | 78  | 73  | 68   | 64   | 67   | 66   | 64   | 67   | 73   | 78   | 79   | 79   | ⌀ | 71,3  |

| 0,7 |

| 0,8 |

| 3,7 |

| 6,8 |

| 10,7 |

| 14,3 |

| 16,2 |

| 16,2 |

| 12,7 |

| 9,1 |

| 4,5 |

| 1,5 |

| 0,7 |

| 0,8 |

| 3,7 |

| 6,8 |

| 10,7 |

| 14,3 |

| 16,2 |

| 16,2 |

| 12,7 |

| 9,1 |

| 4,5 |

| 1,5 |

- Frühling
- Sommer
- Herbst
- Winter

## Geschichte

### Urgeschichte und Antike

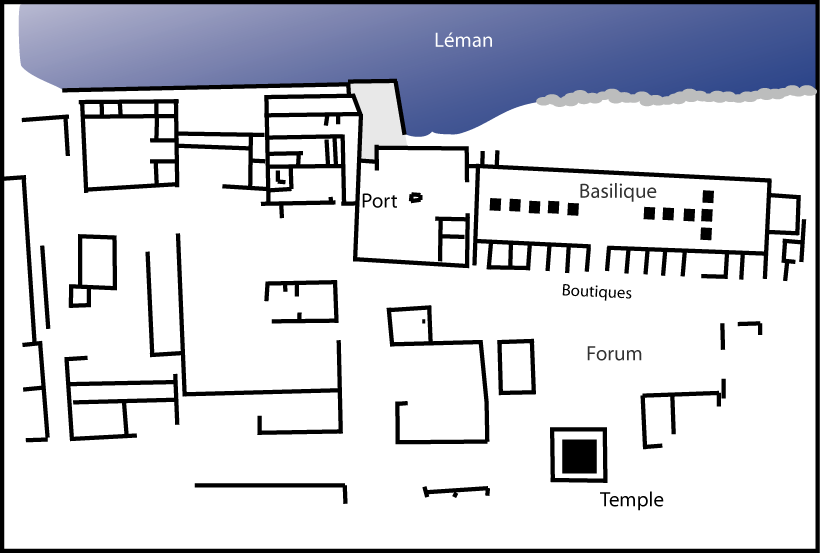
Plan der römischen Ruinen von Lousonna im Stadtpark am Genfersee

Das Stadtgebiet von Lausanne war bereits im 4. Jahrtausend vor Christus besiedelt. Nach der Eingliederung Helvetiens ins Römische Reich entwickelte sich im Bereich des heutigen Vidy, am Umschlagplatz von den Handelsschiffen auf dem Genfersee auf Pferdefuhrwerke, der gallorömische Vicus Lousonna, dessen Bewohner (vikanor[um] Lousonnensium) im 2. Jahrhundert n. Chr. erstmals inschriftlich erwähnt werden. Der Ortsname kann auf eine keltische Bildung aus * lausā «Steinplatte» und dem in Gewässernamen häufigen Suffix -ŏnna zurückgeführt werden, die ursprünglich vielleicht den Flon bezeichnete. Die Siedlung erreichte vermutlich eine Grösse von 1,2 km Länge und 250 m Breite und war damit der grösste Vicus auf dem Gebiet der heutigen Schweiz. Sie hatte schätzungsweise 1500 bis 2000 Einwohner. Auf weiteren im Gebiet von Vidy gefundenen Inschriften sind die als Berufsgruppe organisierten Schiffleute auf dem Genfersee (nautae lacu Lemanno), einige in Lousonna für den Götterkult (Ceres, Merkur, Apollo, Solus, Luna, Neptun) errichtete römische Monumente und mehrere Bewohner dieses Vicus erwähnt. Zu Beginn des 21. Jahrhunderts kamen bei Ausgrabungen Ruinen des vorher nicht mehr bekannten römischen Amphitheaters von Lousonna zum Vorschein.
Im Lauf des 3. Jahrhunderts wurde wohl auch diese Römersiedlung bei Angriffen westgermanischer Alamannen bedrängt und vielleicht schon um 260 erstmals zerstört. Wohl nach der Mitte des 4. Jahrhunderts und vielleicht auch erst nachdem die römische Armee die Rheingrenze um 400 aufgegeben hatte, wurde die Ortschaft endgültig verlassen. Im 3. Jahrhundert entwickelte sich auf dem Hügel, wo sich heute die Kathedrale befindet, eine kleine Handwerkersiedlung oder ein Refugium. Der Name der Römersiedlung wurde nun auf diesen Ort übertragen.
Im 6. Jahrhundert entstand auf diesem Hügel die erste christliche Kirche, die dem heiligen Thyrsus geweiht war. Bischof Marius verlegte seinen Sitz in der zweiten Hälfte des 6. Jahrhunderts von Avenches nach Lausanne und begründete damit das Bistum Lausanne. Er wurde 594 in der damaligen Kirche beigesetzt.
Im Jahr 990 erwähnte der angelsächsische Bischof Sigerich die Ortschaft Lousonna in seiner Beschreibung des Pilgerwegs nach Rom.

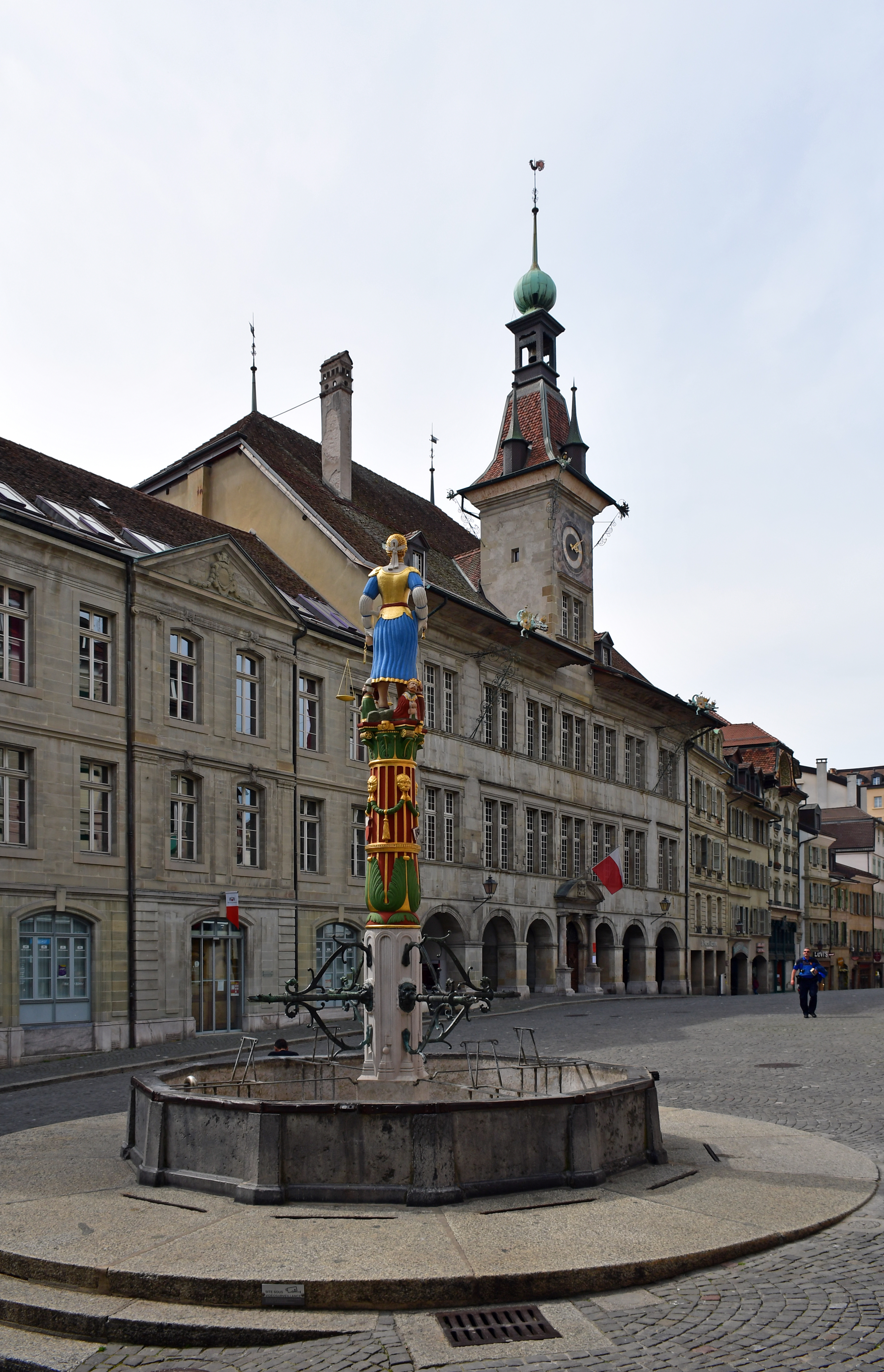
Place de la Palud mit Justizbrunnen und Rathaus

### Mittelalter
Der zunächst noch relativ kleine Ort gehörte in der Zeit von 888 bis 1032 zum Königreich Hochburgund. Während des 11. Jahrhunderts entwickelte sich Lausanne zu einem politischen, wirtschaftlichen und religiösen Zentrum. Die Stadt wurde zum Zentrum der weltlichen Herrschaft der Bischöfe. In der nachfolgenden Zeit, insbesondere im 12. und 13. Jahrhundert erlebte Lausanne eine eigentliche Blütezeit. Im Jahr 1275 wurde schliesslich die Kathedrale Notre-Dame in Anwesenheit des Papstes Gregor X. und des Königs Rudolf von Habsburg geweiht.
Die Bürgerschaft von Lausanne, die sich 1234 ihre ersten politischen Rechte erkämpft hatte, erhielt in den folgenden Jahrhunderten immer wieder Unterstützung von den Grafen von Savoyen gegen die Herrschaft der Bischöfe. 1476 wurde die Stadt von burgundischen Truppen unter Karl dem Kühnen besetzt und nach der Schlacht bei Grandson von den Eidgenossen geplündert. Am 6. Juli 1481 schlossen sich die Cité und die Unterstadt zusammen, die sich vorher unabhängig voneinander entwickelten. Die Stadt schloss 1525 mit Bern und Freiburg Burgrechtsverträge.

### Bernische Herrschaft

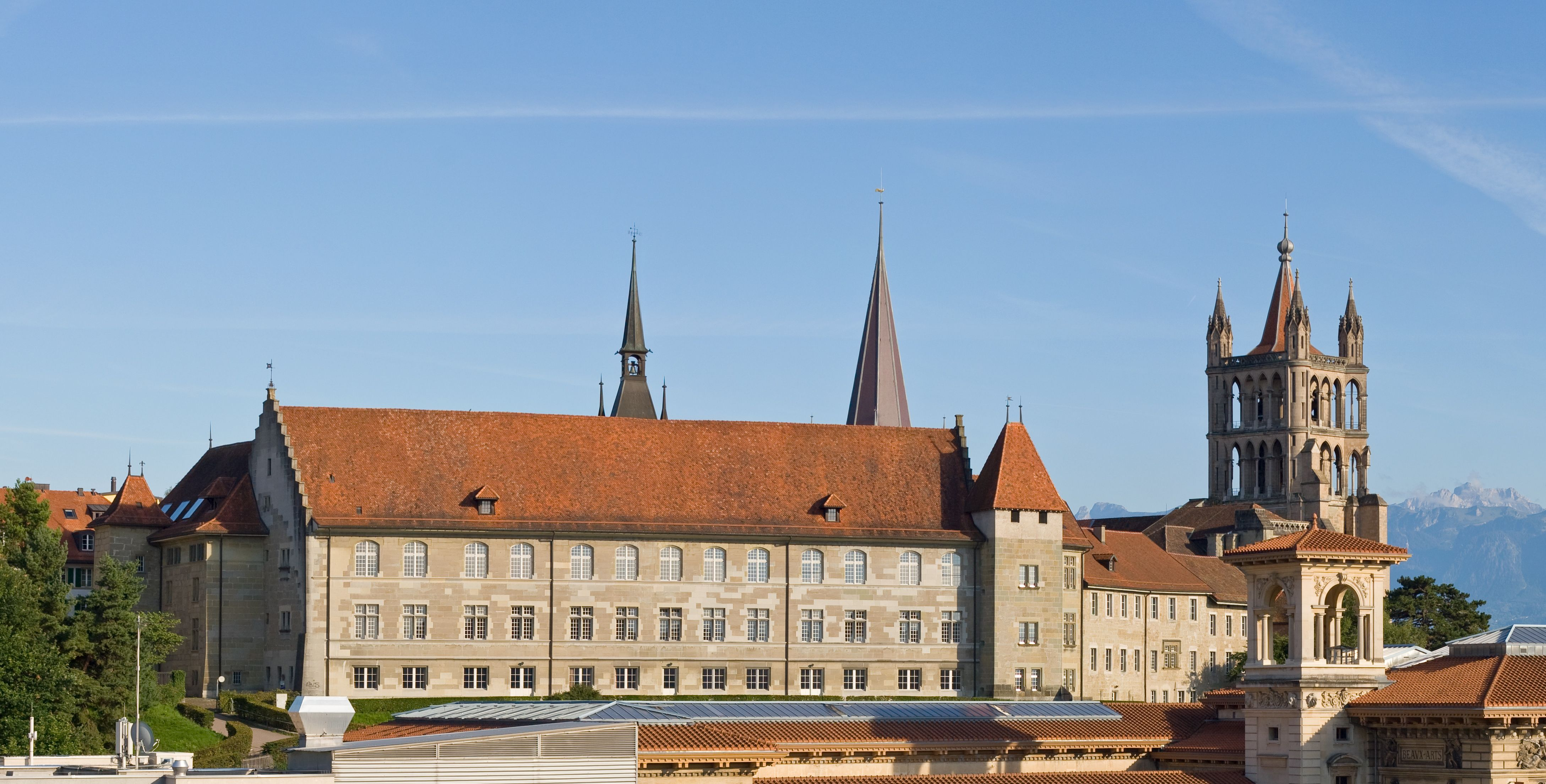
Gebäude der alten Académie de Lausanne

Ein neues Kapitel in der Geschichte der Stadt Lausanne begann 1536, als die Berner unter dem obersten Feldhauptmann Hans Franz Nägeli das savoyische Waadtland eroberten. Bern richtete 1536 das „Amt Lausanne“ ein, eine Landvogtei im „Welschland“, die einen wesentlich grösseren Umfang als der heutige Bezirk Lausanne hatte. Sie erstreckte sich von der Venoge im Nordwesten entlang des Genferseeufers nach Osten bis vor die Stadt Vevey, umfasste im Norden die Hochfläche des Jorat und reichte im Nordosten bis in das Einzugsgebiet der Broye. Das Amt Lausanne (französisch Bailliage de Lausanne) war in die Kastlaneien Lausanne, Lutry, Villette, Glérolles, Corsier und Dommartin gegliedert. Zum ersten Landvogt von Lausanne wurde in Bern Sebastian Nägeli († 1549), der Bruder von Hans Franz Nägeli, gewählt.
Die bernische Obrigkeit setzte in der Waadt und auch in Lausanne die Reformation durch, und der damalige Bischof Sébastien de Montfalcon musste nach Savoyen fliehen. Damit verlor Lausanne den Status als Bischofssitz (das neuere Bistum Lausanne, Genf und Freiburg hat seinen Sitz seit 1613 in Freiburg). Lausanne ist eine der zehn Schweizer Städte, welchen der Evangelische Kirchenbund 2017 das Etikett «Reformationsstadt» verlieh.
Für die Verwaltung der Stadt gewährte Bern mit einer Verordnung vom 1. November 1536 dem Stadtrat bedeutende juristische Kompetenzen. Während die Aufsicht über die Cité und die äusseren Landschaften des Amtes Lausanne beim Landvogt lag, verfügte der Stadtrat mit der Seigneurie de Lausanne über richterliche Befugnisse in den andern Stadtquartieren.
Kurz nach der Machtübernahme, im Jahr 1537, gründete Bern in der Waadtländer Stadt die Schola Lausannensis, aus der später die theologische Académie de Lausanne und im 19. Jahrhundert schliesslich die Université de Lausanne hervorging. Die Professoren der Akademie prägten die wissenschaftliche Forschung der Westschweiz auf mehreren Fachgebieten.
Dass die Berner Obrigkeit die Bevölkerung von Lausanne zu ihren Untertanen machte und Lausanne damit eine Landstadt unter vielen in der Republik Bern wurde, weckte bei einigen Einwohnern Widerstand. Es gab deshalb mehrmals Erhebungen gegen die Berner Herrschaft, darunter 1588 die Verschwörung von Isbrand Daux, der das Waadtland wieder zu Savoyen bringen wollte, und der Aufstand unter Jean Daniel Abraham Davel im Jahr 1723.

### 19. und 20. Jahrhundert

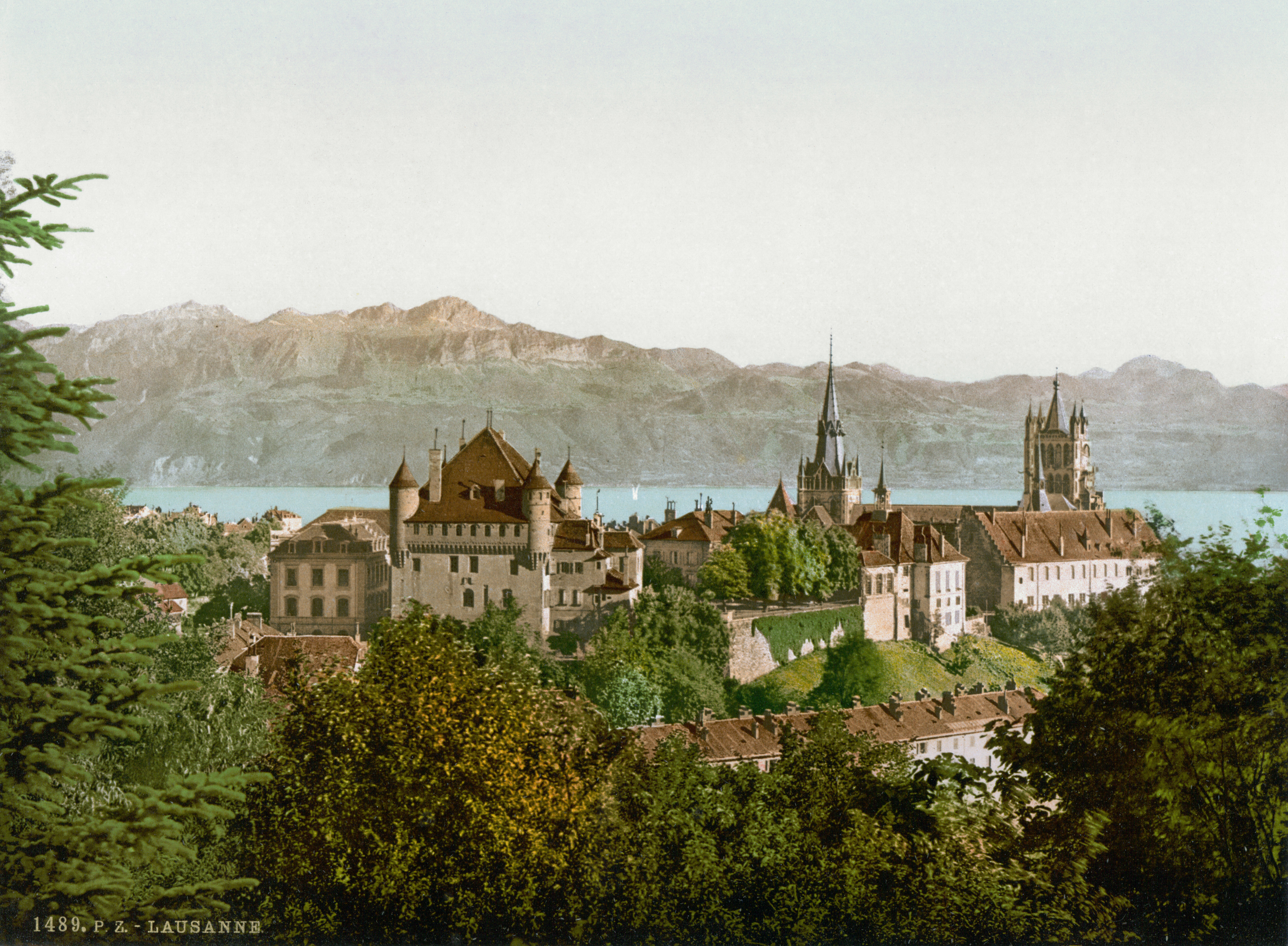
Die Cité von Lausanne von Nordwesten, um 1900. Links Château Saint-Maire, rechts Kathedrale

Luftbild aus 250 m Höhe von Walter Mittelholzer (1919)

Mit der Eroberung der Schweiz durch Frankreich und dem Zusammenbruch des Ancien Régime im Jahr 1798 schied die Waadt aus dem Herrschaftsgebiet von Bern aus. Der letzte bernische Landvogt Ludwig von Büren verliess die Stadt Lausanne am 24. Januar 1798. Nach der waadtländischen Revolution versammelte sich im Rathaus von Lausanne an der Place de la Palud im Januar des Jahres 1798 unter dem Vorsitzenden Henri Monod das Zentralkomitee der waadtländischen Ständeversammlung. Am 24. Januar 1798 wurde vor dem Rathaus erstmals die grüne Fahne der unabhängigen Waadt aufgezogen. Als eigene Verwaltungsregion bildete die Waadt den neuen Kanton Léman in der Helvetischen Republik. Lausanne war nun die Hauptstadt eines Landesteils und seit der Inkraftsetzung der Mediationsverfassung 1803 sogar das Zentrum eines formell eigenständigen Territoriums, des neugeschaffenen Kantons Waadt. Seit 1811 hat die Kantonsregierung, der Staatsrat der Waadt, ihren Sitz im Château Saint-Maire.
Als Hauptort eines der grösseren Kantone der Schweiz erlebte die Stadt im Lauf des 19. Jahrhunderts im Zuge der Industrialisierung einen raschen wirtschaftlichen Aufschwung zugunsten der Bourgeoisie. Mit der Eröffnung des Bahnhofs Lausanne 1856 durch die Compagnie de l’Ouest Suisse und der Eisenbahnstrecken nach Bern, Genf, Yverdon und Neuenburg, über den Bahnhof Vallorbe nach Paris und der Simplonbahn erhielt Lausanne die Funktion eines Verkehrsknotenpunkts. Durch die rege Bautätigkeit wuchs Lausanne bereits um 1900 bis an die heutigen Stadtgrenzen. Die Projekte zur Eingemeindung der Nachbarorte Renens, Prilly und Epalinges scheiterten in der ersten Hälfte des 20. Jahrhunderts alle an der Ablehnung durch die Bevölkerung der Vorstädte. 
Die Arbeiter konnten nicht im gleichen Umfang am Aufschwung teilhaben. Im April 1896 streikten die Ebenisten und im Juli 1898 die Schreiner. Der siebenwöchige Bauarbeiterstreik ab August 1900 erkämpfte bessere Löhne und lokal den Zehnstundentag. Ende 1905 wurde die anarchosyndikalistische Fédération des unions ouvrières de Suisse romande (FUOSR) gegründet, die ab dem 1. Januar 1906 in Lausanne die Zeitung La Voix du Peuple herausgab.
1910 nahm der Flugplatz Lausanne-La Blécherette den Betrieb auf. Während des Ersten Weltkriegs verlegte das Internationale Olympisches Komitee IOC unter dem Generalsekretär Pierre de Coubertin den Sitz von Paris nach Lausanne. Von 1916 bis 1919 leitete der Stellvertreter Coubertins und Schatzmeister des IOC, der Waadtländer Godefroy de Blonay, das Komitee. Es entstanden Exilgruppen aus geflüchteten Eliten, wie Weisse Russen. Besonders auffallend war die Präsenz der Lausanner Griechen, die 1922/1924 die Eglise grecque orthodoxe Saint-Gérassimos errichteten. Eine weitere Gruppe waren Rumänen um Michael und Nikolaus und Politiker wie Raoul Bossy und Constantin Xeni, die den Mittelpunkt einer antikommunistischen Exilgemeinde bildeten. Als sich das gegenüberliegende Frankreich im Zweiten Weltkrieg unter deutscher Besatzung befand, berichtete die Zeitung La Gazette de Lausanne über die Morde der Nazis an der Zivilbevölkerung, wie das Massaker von Oradour 1944. Viele Franzosen erfuhren erst durch sie, was in ihrem Land geschah. 1954 entstand das Fussball- und Leichtathletikstadion Stade Olympique de la Pontaise. 1964 veranstaltete die Stadt die Schweizerische Landesausstellung.
2015 wurde Lausanne der Ehrentitel Reformationsstadt Europas durch die Gemeinschaft Evangelischer Kirchen in Europa verliehen.

### Lausanne als Austragungsort internationaler Konferenzen
Im Schloss Ouchy wurde am 24. Juli 1923 der Vertrag von Lausanne geschlossen. Von Juni bis Juli 1932 fanden in der Konferenz von Lausanne die Verhandlungen über Deutschlands Reparationen statt. 1946 tagte in Lausanne das Anglo-amerikanische Untersuchungskomitee (englisch Anglo-American Committee of Inquiry on Jewish Problems in Palestine and Europe) für Palästina. Eine weitere Israel-Palästina-Konferenz folgte 1949. Im März 2005 fanden in Lausanne Verhandlungen zwischen westlichen Grossmächten, der EU, plus Russland und China, mit dem Iran statt.

## Bevölkerung

### Entwicklung der Einwohnerzahl
| Jahr | Einwohner |
| ---- | --------- |
| 1798 | 8'000     |
| 1813 | 13'000    |
| 1850 | 17'108    |
| 1900 | 46'732    |
| 1910 | 64'446    |
| 1930 | 75'915    |
| 1950 | 106'807   |
| 1960 | 126'328   |
| 1970 | 137'383   |
| 1980 | 127'349   |
| 1990 | 128'112   |
| 2000 | 124'914   |
| 2010 | 127'821   |
| 2015 | 141'325   |

Lausanne zählte am 31. Dezember 2023 144'160 Einwohner (ständige Wohnbevölkerung). Hinzu kommen rund 10'000 weitere Personen, entweder Schweizer mit Hauptwohnsitz in einer anderen Gemeinde oder Saisonniers (nur mit vorübergehender Aufenthaltsgenehmigung). Diese sind in der Statistik der Stadt Lausanne enthalten, die für Ende Dezember 2008 eine Einwohnerzahl von 130'726 Personen ausweist. Die Einwohnerkontrolle der Stadt Lausanne gibt für Ende Februar 2017 eine Einwohnerzahl von 144'069 an.
Lausanne ist bevölkerungsmässig die viertgrösste Stadt der Schweiz. Innerhalb der weiteren Agglomeration Lausanne (gemäss Bundesamt für Statistik) – welche rund 317'000 Einwohner zählt – bildet der geschlossene Siedlungsraum von Morges und Tolochenaz im Westen, Romanel-sur-Lausanne im Norden und Lutry im Osten die Kernagglomeration mit rund 250'000 Einwohnern. Die Metropolregion Genf-Lausanne ist ein erweiterter Entwicklungsraum am Genfersee und hat 1,2 Millionen Einwohner.
Von den Bewohnern sind 78,8 Prozent französischsprachig, 4,3 Prozent deutschsprachig und 4,0 Prozent italienischsprachig (Stand 2000). Per 30. September 2017 betrug der Anteil der Ausländer an der Gesamtbevölkerung (Einwohner ohne Bürgerrecht) 43 Prozent. Die alte romanische Umgangssprache der Westschweiz, das Frankoprovenzalische, war in städtischen Gebieten wie Lausanne spätestens seit dem 19. Jahrhundert kaum mehr in Gebrauch; nur noch traditionelle frankoprovenzalische Orts- und Flurnamen erinnern an diese Sprache.
Die Bevölkerungszahl von Lausanne stieg seit dem Ende des 19. Jahrhunderts bis ungefähr 1960 stark an. Im Jahr 1946 wurde die 100'000-Einwohner-Grenze überschritten. Ein Höchststand wurde 1970 mit mehr als 137'000 Einwohnern verzeichnet. Aufgrund der Wirtschaftskrise in den 1970er Jahren verbunden mit der Abwanderung von ausländischen Arbeitskräften nahm die Bevölkerung im nachfolgenden Jahrzehnt um gut 10'000 Personen ab. Danach pendelte die Einwohnerzahl im Bereich von 128'000. In den Jahren 1990 bis 1997 und 2000 verzeichnete Lausanne einen Bevölkerungsrückgang. In den Jahren 1998–1999 sowie seit 2001 steigt die Anzahl an Zuzügen deutlich. Zwischen 1990 und 2015 verzeichnete das Jahr 2009 mit 2'554 neuen Einwohnern den grössten Zuwachs.
Per 30. September 2017 betrug die Arbeitslosenquote 5,9 Prozent.

### Staatsangehörigkeit
| Staatsangehörigkeit          | Anteil in Prozent |
| ---------------------------- | ----------------- |
| Schweiz                      | 57,73             |
| Frankreich                   | 7,41              |
| Portugal                     | 7,27              |
| Italien                      | 4,58              |
| Spanien                      | 3,47              |
| Kosovo                       | 1,76              |
| Deutschland                  | 0,95              |
| Türkei                       | 0,67              |
| Serbien                      | 0,65              |
| Brasilien                    | 0,59              |
| Vereinigtes Königreich       | 0,58              |
| Ecuador                      | 0,58              |
| Bosnien und Herzegowina      | 0,57              |
| Demokratische Republik Kongo | 0,56              |
| Sri Lanka                    | 0,54              |
| Marokko                      | 0,52              |
| Vereinigte Staaten           | 0,51              |
| Belgien                      | 0,47              |
| Volksrepublik China          | 0,46              |
| Tunesien                     | 0,43              |

### Religion
2015 sank die katholische und reformierte Kirche unter die 50-Prozent-Marke. 2012 bekannte sich mit 57,4 % die Mehrheit der Bevölkerung ab 15 Jahren zum christlichen Glauben. 33,6 % sind Angehörige der römisch-katholischen Kirche, 17,2 % der evangelisch-reformierten Kirche, 6,6 % gehören anderen christlichen Glaubensgemeinschaften an. 30,0 % sind konfessionslos, 7,3 % gehören islamischen Glaubensgemeinschaften und 0,6 % jüdischen Glaubensgemeinschaften an.

## Politik
- EàG (PST-POP/Sol): 13
- Grüne: 24
- SP: 29
- GLP: 6
- FDP: 21
- SVP: 7

Die Stadt Lausanne hat ein gesetzgebendes Gremium, den Conseil communal (Stadtrat), dessen 100 Mitglieder nach dem Verhältniswahlrecht für fünf Jahre gewählt werden. Die Municipalité (Stadtgemeinde) ist die Exekutive der Stadt. Sie besteht aus dem Präsidenten des Stadtrates sowie sieben weiteren Stadträten. Die Stadtgemeinde stellt den Kopf der Stadtverwaltung dar.
Für die Legislaturperiode 2021–2026 sind die Mitglieder des Stadtrates wie folgt verteilt:
- 29 Sozialdemokratische Partei der Schweiz (SP)
- 24 Grüne Partei der Schweiz (GPS)
- 21 FDP.Die Liberalen (FDP)
- 13 Ensemble à Gauche (PST-POP, solidaritéS)
- 7 Schweizerische Volkspartei (SVP)
- 6 Grünliberale Partei (glp)

Die sieben Mitglieder der Stadtgemeinde sind wie folgt verteilt:
- 3 Sozialdemokratische Partei der Schweiz (SP)
- 2 Grüne Partei der Schweiz (GPS)
- 1 FDP.Die Liberalen (FDP)
- 1 Partei der Arbeit (POP)

Die Stadt hat sieben Direktionen, an deren Spitze jeweils ein Mitglied der Stadtregierung steht.

### Exekutive – Stadtregierung
Stadtpräsident (syndic) ist Grégoire Junod von der Sozialdemokratischen Partei der Schweiz.
| Regierungsmitglied             | Partei                        | im Amt seit | Direktion (seit)                                       |
| ------------------------------ | ----------------------------- | ----------- | ------------------------------------------------------ |
| Grégoire Junod, Stadtpräsident | SP                            | 2011        | Kultur- und Urbane Planungsdirektion (2016)            |
| Pierre-Antoine Hildbrand       | FDP                           | 2016        | Sicherheits- und Wirtschaftsdirektion (2016)           |
| Oscar Tosato                   | SP                            | 2001        | Sport- und Sozialdirektion (2002)                      |
| Natascha Litzistorf            | Grüne                         | 2016        | Wohnungs-, Hoch- und Tiefbaudirektion (2016)           |
| David Payot                    | PST-POP & gauche en mouvement | 2016        | Kindheits-, Jugend- und Nachbarschaftsdirektion (2016) |
| Florence Germond               | SP                            | 2011        | Finanz- und Verkehrsdirektion (2011)                   |
| Jean-Yves Pidoux               | Grüne                         | 2006        | Direktion der Industriellen Anlagen (2006)             |

| Amtsdauer | Person                  | Partei |
| --------- | ----------------------- | ------ |
| 1938–1945 | Jules-Henri Addor       | FDP    |
| 1946–1949 | Pierre Graber           | SP     |
| 1950–1957 | Jean Peitrequin         | FDP    |
| 1958–1973 | Georges-André Chevallaz | FDP    |
| 1974–1980 | Jean-Pascal Delamuraz   | FDP    |
| 1981–1989 | Paul-René Martin        | FDP    |
| 1990–1998 | Yvette Jaggi            | SP     |
| 1998–2002 | Jean-Jacques Schilt     | SP     |
| 2002–2016 | Daniel Brélaz           | GPS    |
| 2016–     | Grégoire Junod          | SP     |

### Nationalratswahlen
Bei den Schweizer Parlamentswahlen 2019 betrugen die Wähleranteile in Lausanne:

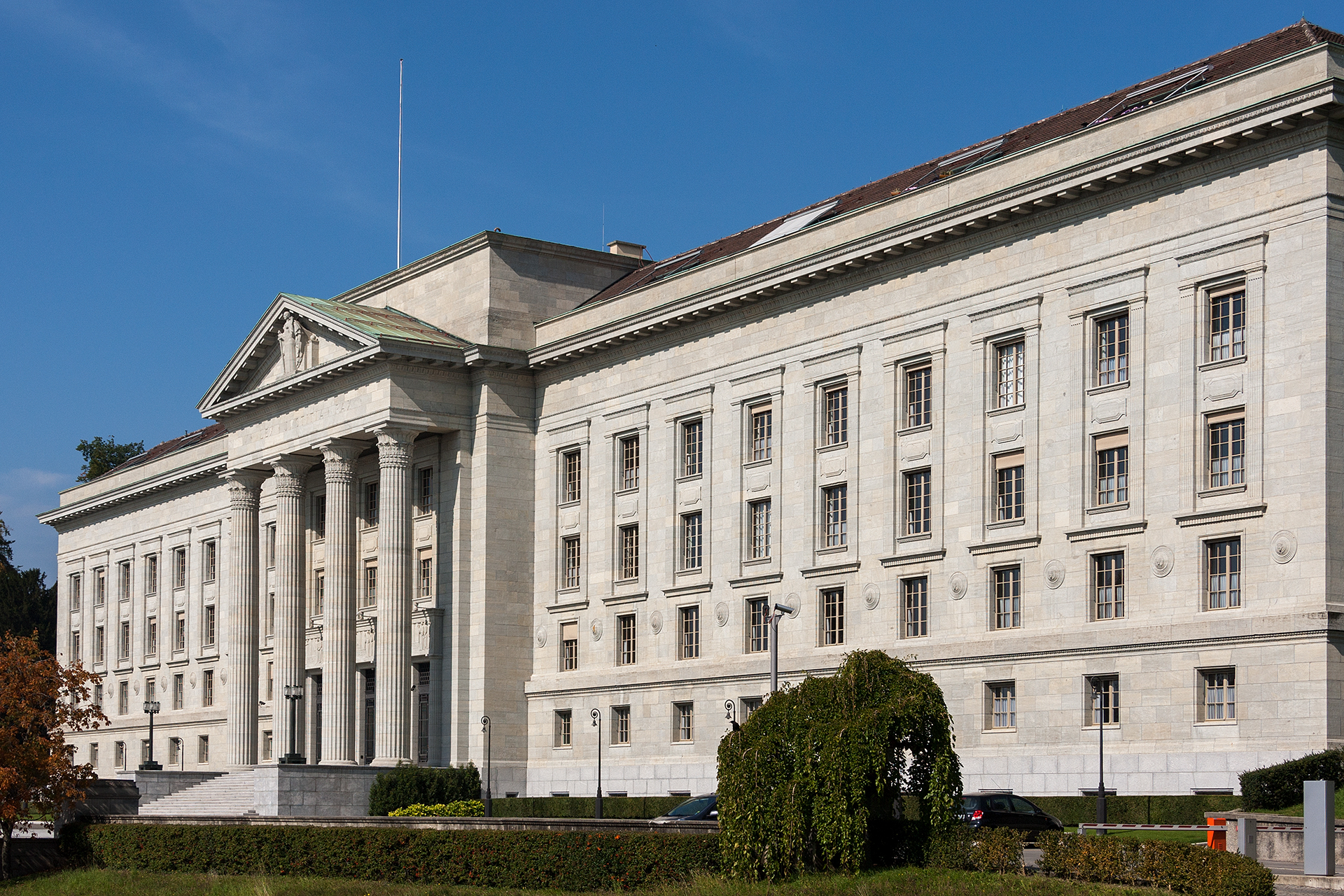
Bundesgericht der Schweiz

| Grüne  | SP     | FDP    | SVP   | POP/Sol | glp   | CVP   | EVP   |
| ------ | ------ | ------ | ----- | ------- | ----- | ----- | ----- |
| 27,3 % | 26,7 % | 15,1 % | 9,3 % | 9,0 %   | 6,9 % | 2,1 % | 0,7 % |

### Behörden
Die Stadtverwaltung hat ihren Sitz seit dem 16. Jahrhundert im Hôtel de Ville de la Palud. Seit 1874 befindet sich das Bundesgericht in Lausanne.

### Städtepartnerschaft
- Osijek in Kroatien – seit 1997

## Kultur und Sehenswürdigkeiten

### Institutionen

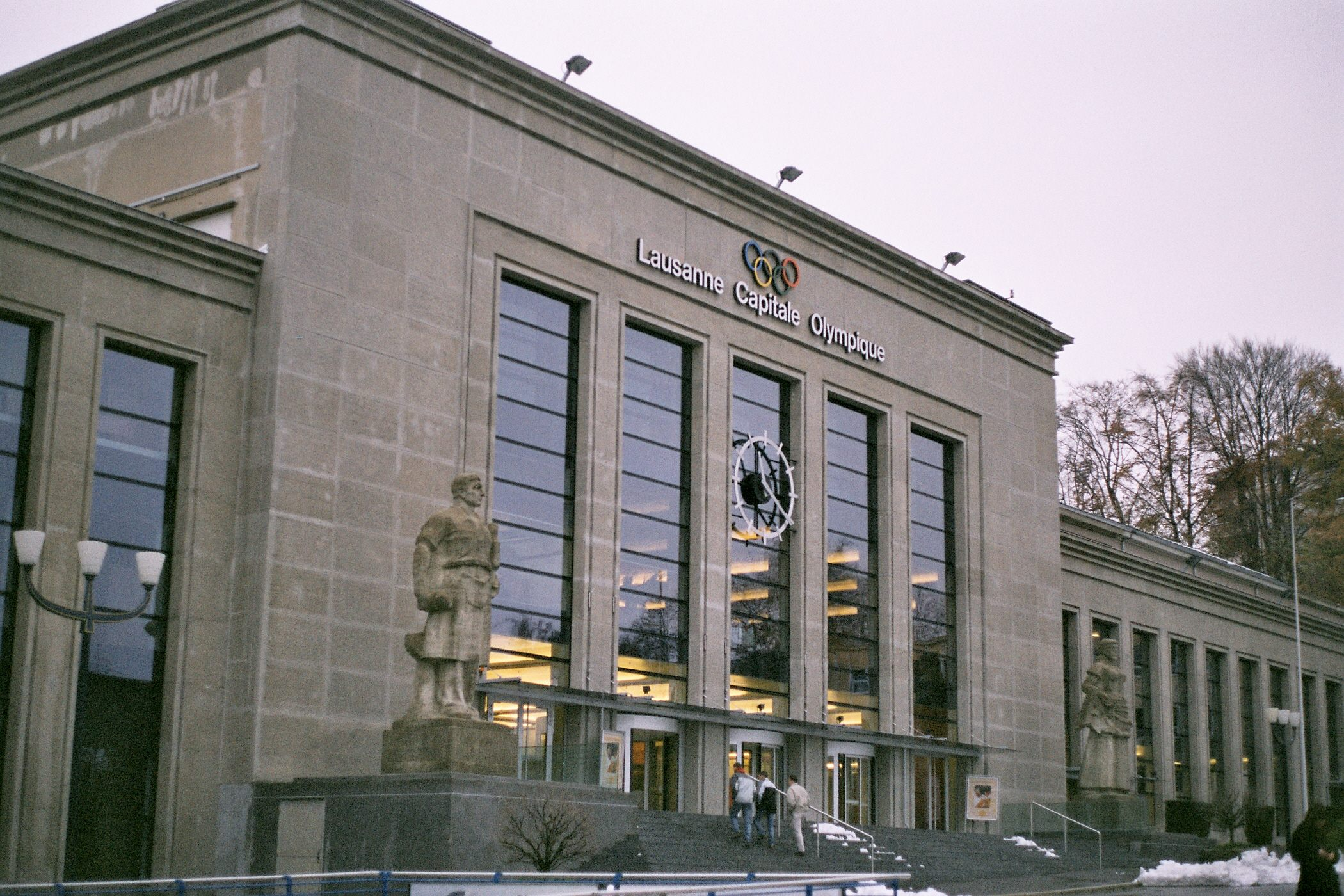
Palais de Beaulieu

Zu den kulturellen Einrichtungen von Lausanne gehören das Stadttheater, das Théâtre de Beaulieu und das Théâtre Vidy-Lausanne, daneben zahlreiche weitere kleinere Theater und Konzertsäle, sowie die Cinémathèque suisse im ehemaligen Casino de Montbenon.
Dokumentations- und Bildungsinstitutionen sind die Kantons- und die Universitätsbibliothek, verschiedene Fachbibliotheken, das Stadtarchiv, die Stadtbibliothek und mehrere Volksbibliotheken. Das Staatsarchiv des Kantons Waadt befindet sich nicht in der Hauptstadt, sondern in Chavannes-près-Renens.
Seit 1968 findet in Lausanne das Festival de la Cité, seit 1973 der Prix de Lausanne (ein Tanzwettbewerb) statt. Daneben gibt es den Concours de Lausanne der neuen Choreographie, das Béjart Ballett, Konzerte mit klassischer Musik, Jazz, Rock und Volksmusik. Am 6. Mai 1989 fand im Palais de Beaulieu der Eurovision Song Contest 1989 statt.
Von 1920 bis 2018 wurde in Lausanne die nationale Publikumsmesse Comptoir suisse durchgeführt. In den ersten Jahrzehnten wurde sie in der Markthalle in der Stadt organisiert und seit den 1930er Jahren in der neuen Ausstellungshalle Palais de Beaulieu. Wie andere grosse Warenmessen nahm auch beim Comptoir von Lausanne seit dem Beginn des 21. Jahrhunderts das Publikumsinteresse ab, und nach der letztmaligen Durchführung im Jahr 2018 suchten die Träger mit einem neuen Messemodell unter der Bezeichnung Comptoir helvétiquer eine Nachfolgemesse aufzubauen.
Das Comicarchiv Centre BD de la Ville de Lausanne wurde 1999 gegründet.

### Museen

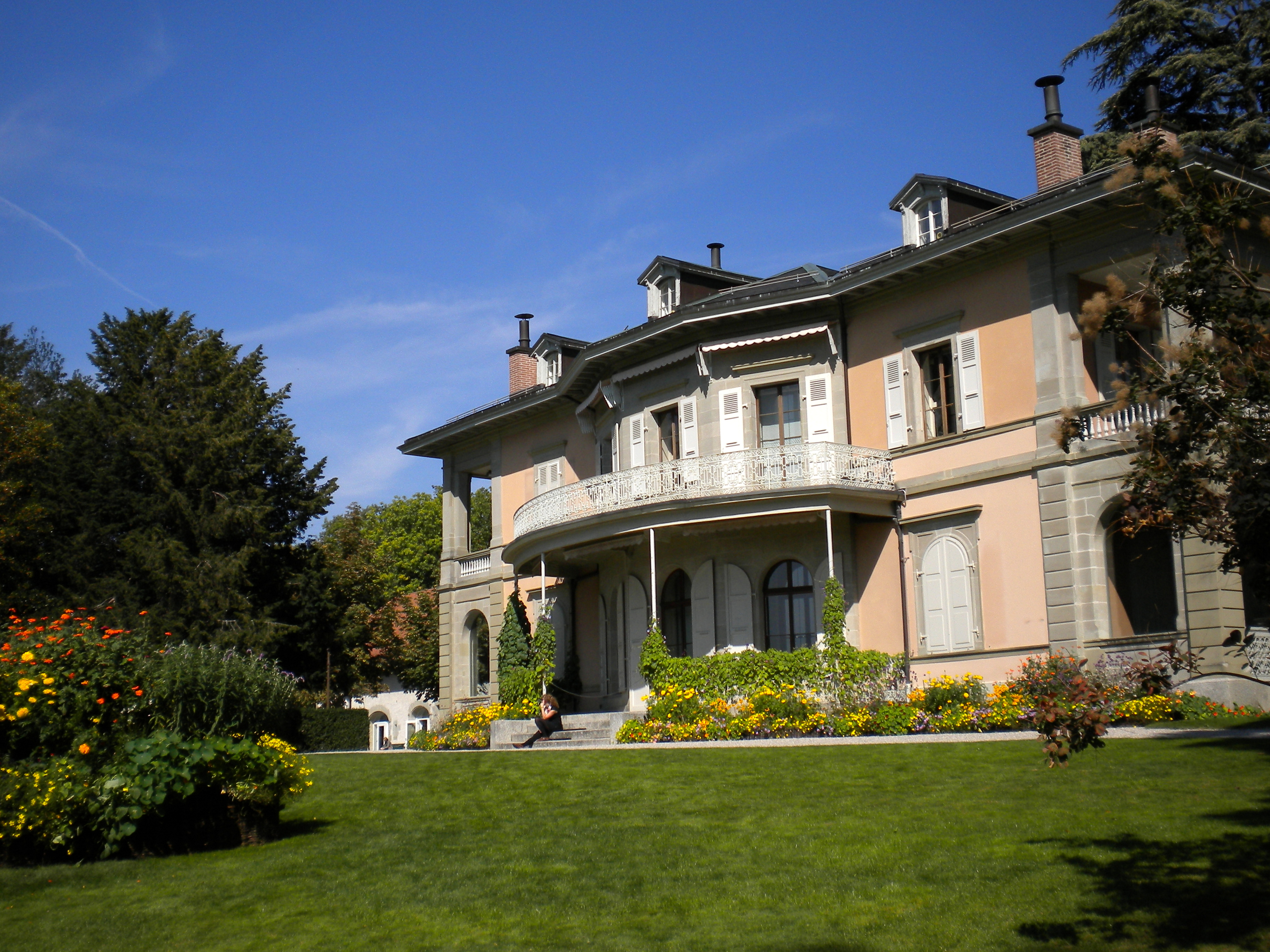
Die Fondation de l’Hermitage

Als eines der grossen Kulturzentren der Westschweiz besitzt Lausanne eine Reihe bedeutender Museen. Das Musée cantonal des Beaux-Arts de Lausanne, das seit 1841 die im Besitz des Kantons Waadt stehenden Kunstsammlungen zeigt, das Kantonale Museum für Archäologie und Geschichte (mit Sammlungen seit 1852), das Musée de l’Elysée (ein Museum für Fotografie) und das Musée Olympique (dokumentiert die neuzeitliche olympische Bewegung seit 1896) gehören zu den bekanntesten.
Die Fondation de l’Hermitage zeigt wechselnde Kunstausstellungen. Die Collection de l’Art Brut ist ein Haus für aussergewöhnliche Kunst (Art brut, englisch Raw art) im Château de Beaulieu. Ausserdem verfügt die Stadt über zahlreiche Privatmuseen, Kunstgalerien und weitere Ausstellungsorte.
Das Römische Museum Lausanne-Vidy im Bereich der antiken Siedlung Lousonna, das Stadtmuseum Musée historique Lausanne, das kantonale Numismatische Museum Lausanne, das Musée de l’immigration und das Musée cantonal de design et d’arts appliqués contemporains (mudac) dokumentieren Aspekte der Kulturgeschichte von Lausanne.

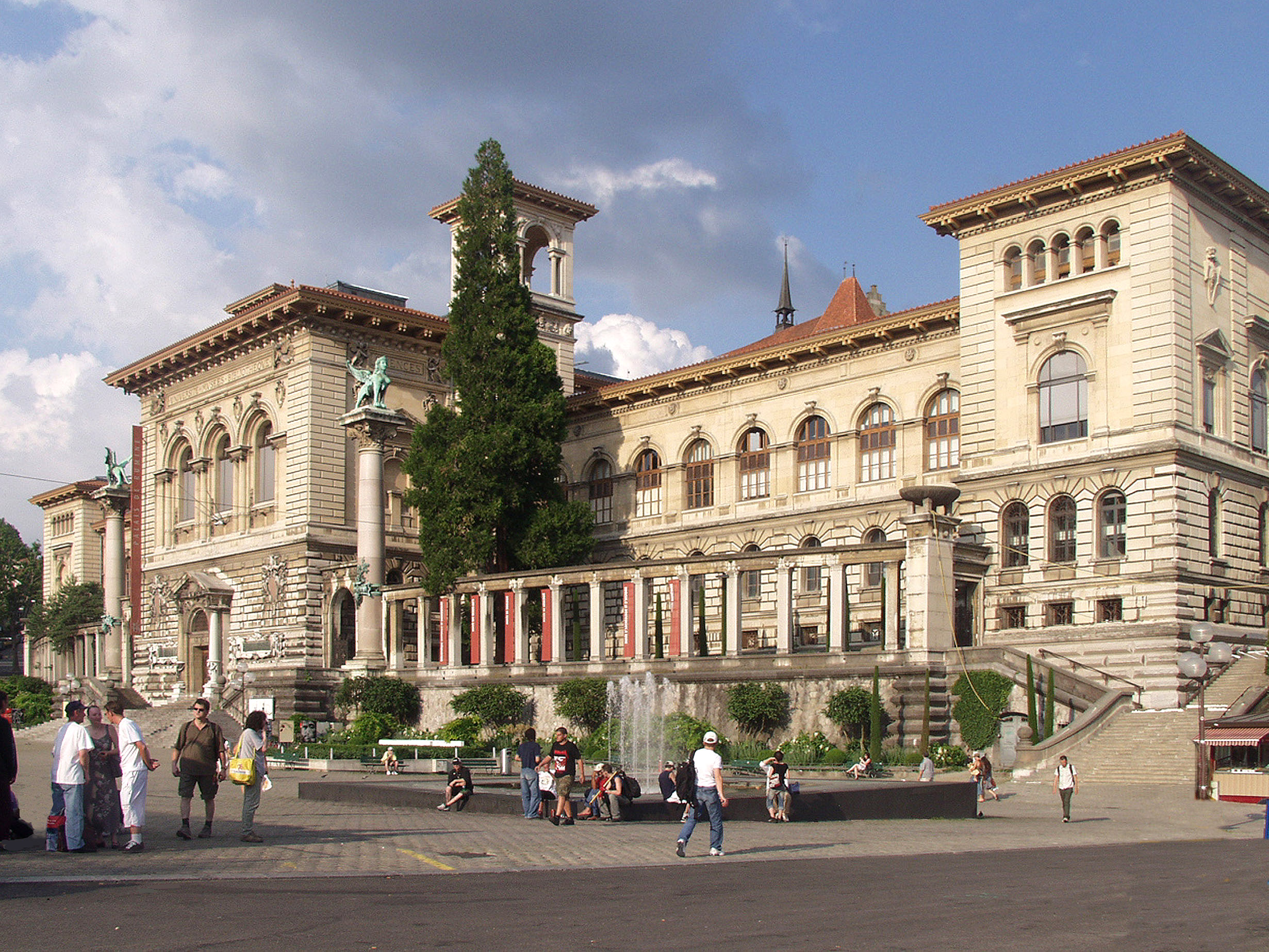
Das Palais de Rumine

Besonderen Fachgebieten der Naturwissenschaften sind das Kantonale Museum für Zoologie, das Kantonale Geologiemuseum, das Musée de la main im Kantonsspital CHUV, der Botanische Garten Lausanne im Parc de Milan und das Aquarium und Vivarium Aquatis gewidmet.
Fünf kantonale Museen sind im 1902 eröffneten Palais de Rumine im Stadtzentrum eingerichtet, das auch einen Teil der Kantons- und Universitätsbibliothek Lausanne beherbergt. Das Gebäude und die darin untergebrachten Museen sind Kulturgüter von nationaler Bedeutung. Mit der Reorganisation der kantonalen Kulturinstitutionen wird im Palais de Rumine bis 2023 ein neues Museum der Naturwissenschaften errichtet. Darin werden die bisher selbständigen Museen für Geologie und für Zoologie sowie die Museumssammlung des Botanischen Gartens integriert.

### Andere Sehenswürdigkeiten

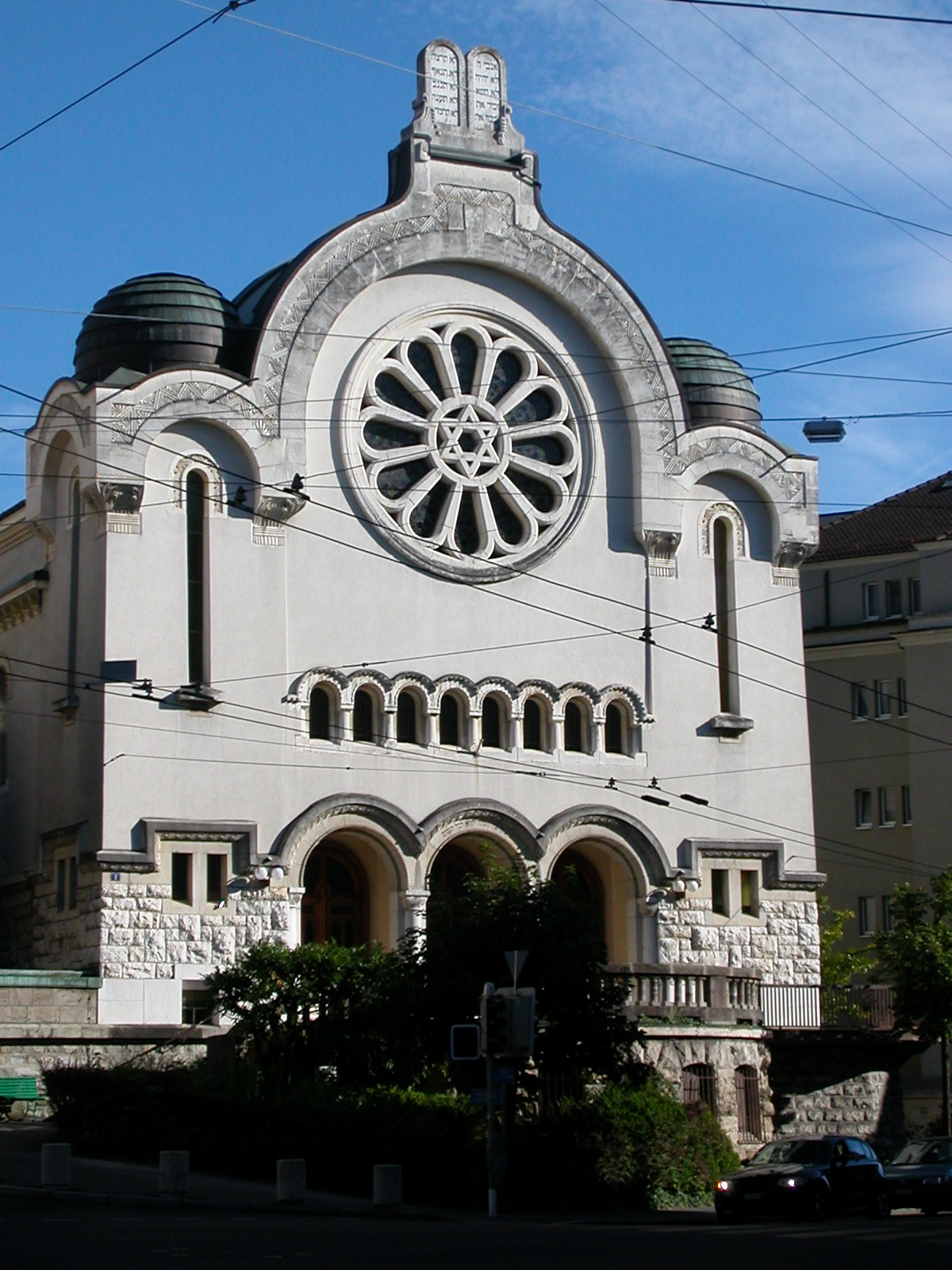
Synagoge

Kathedrale Notre-Dame
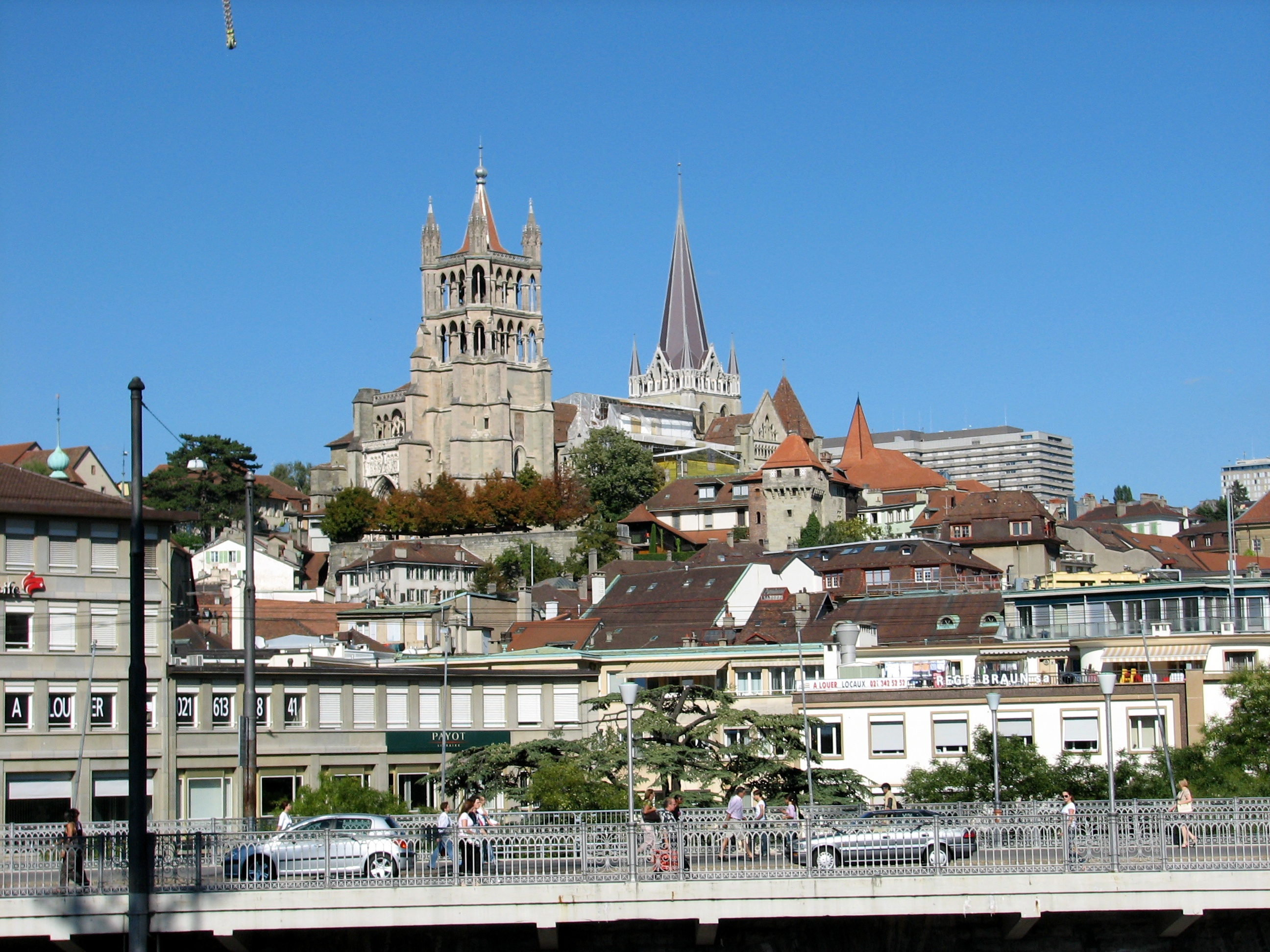
Kathedrale Notre-Dame über der Stadt
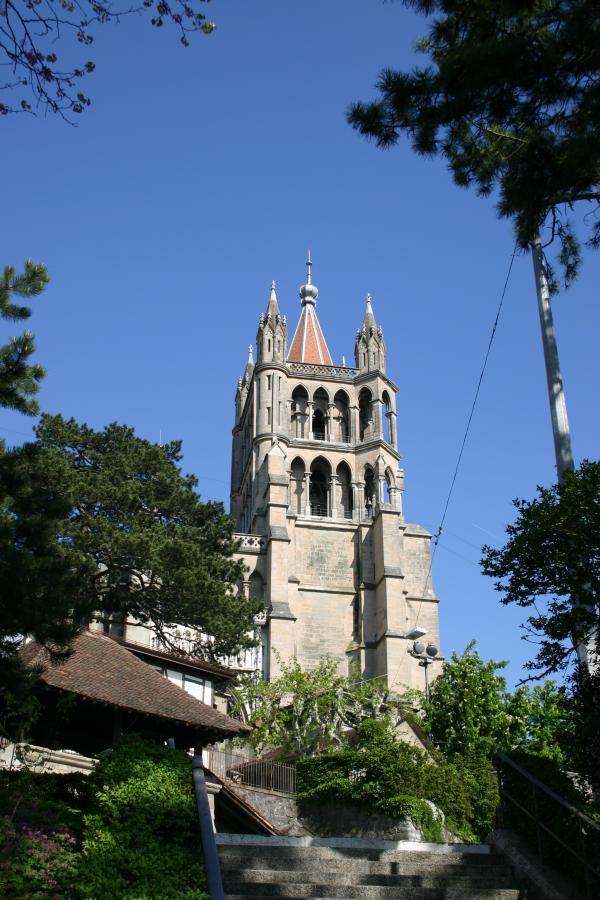
Hauptturm
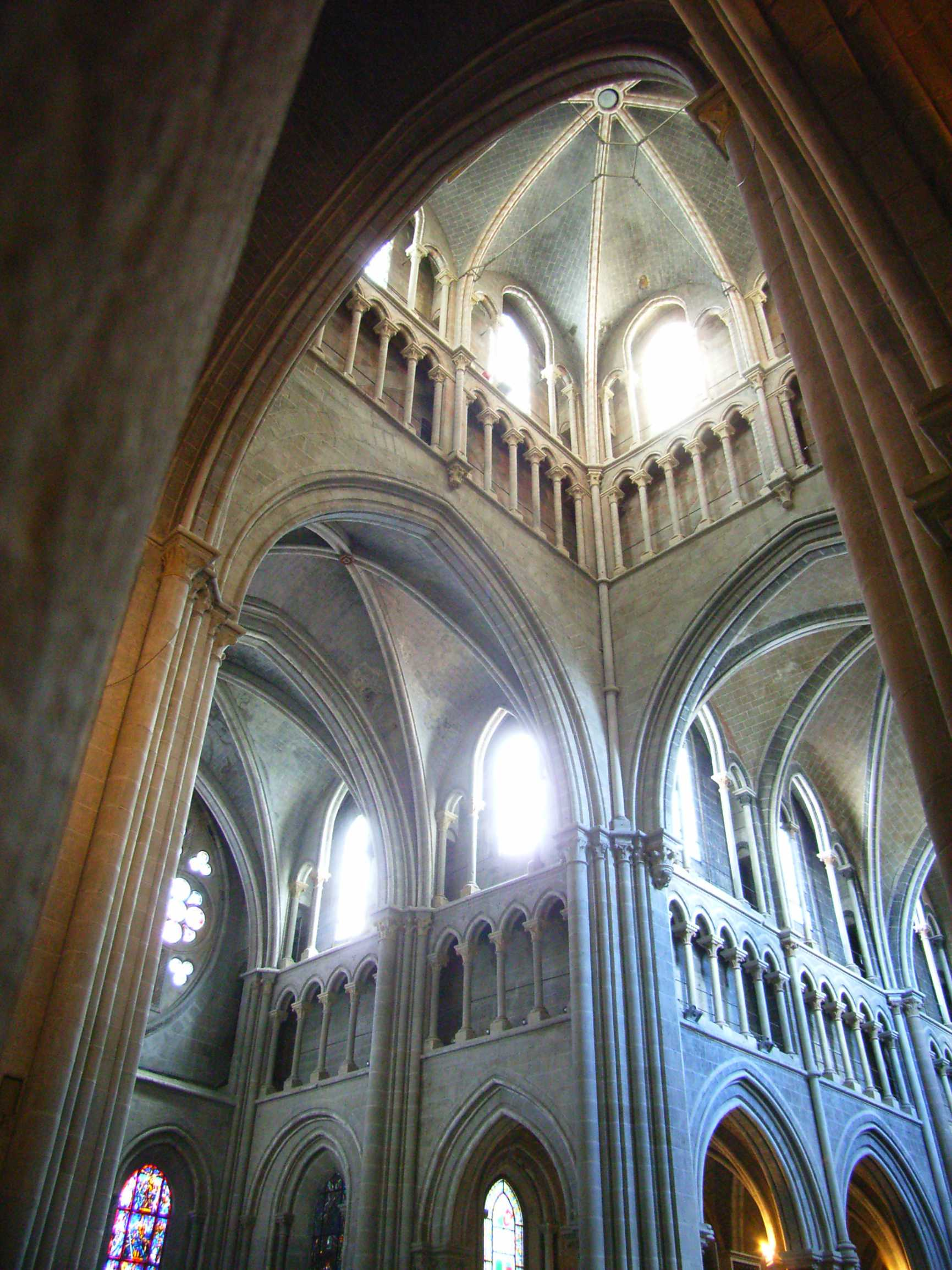
Innenansicht
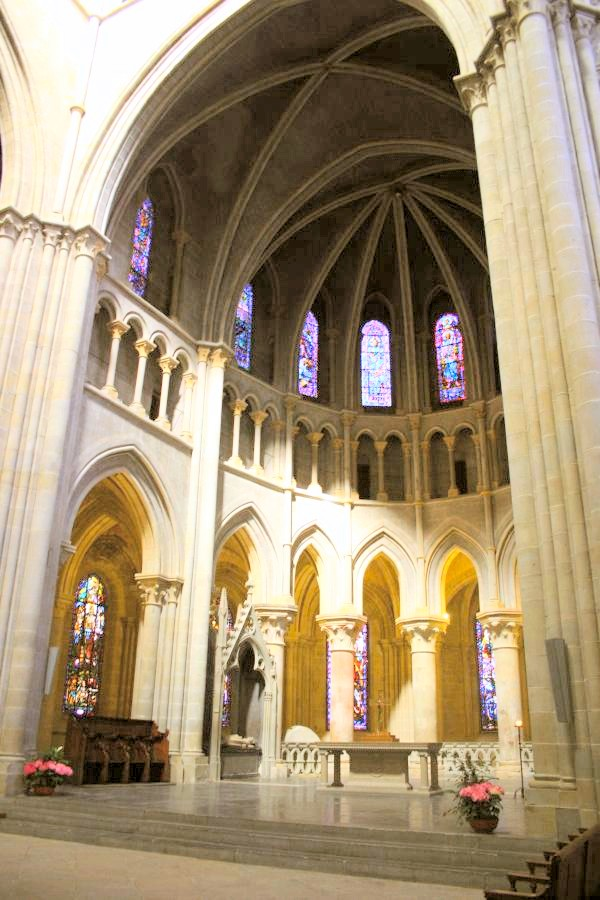
Chor

Das herausragende historische Bauwerk der Stadt ist die Kathedrale Notre-Dame, die von 1170 bis 1230 gebaut wurde und die bedeutendste gotische Kathedrale der Schweiz ist. Das «farbige Seitenportal» (französisch Portal peint) ist wegen der gut erhaltenen mittelalterlichen Ausmalung eines der seltenen Beispiele gotischer Bauplastik mit noch vorhandener Fassung. Die Kathedrale wurde in den 1870er Jahren unter der Bauaufsicht des französischen Architekten Eugène Viollet-le-Duc restauriert.
Im Quartier de la Cité auf dem Hügel bei der Kathedrale sind weitere bedeutende mittelalterliche Bauten erhalten. Die katholische Kirche der Stadt ist die 1832 erbaute Basilika Notre-Dame du Valentin.

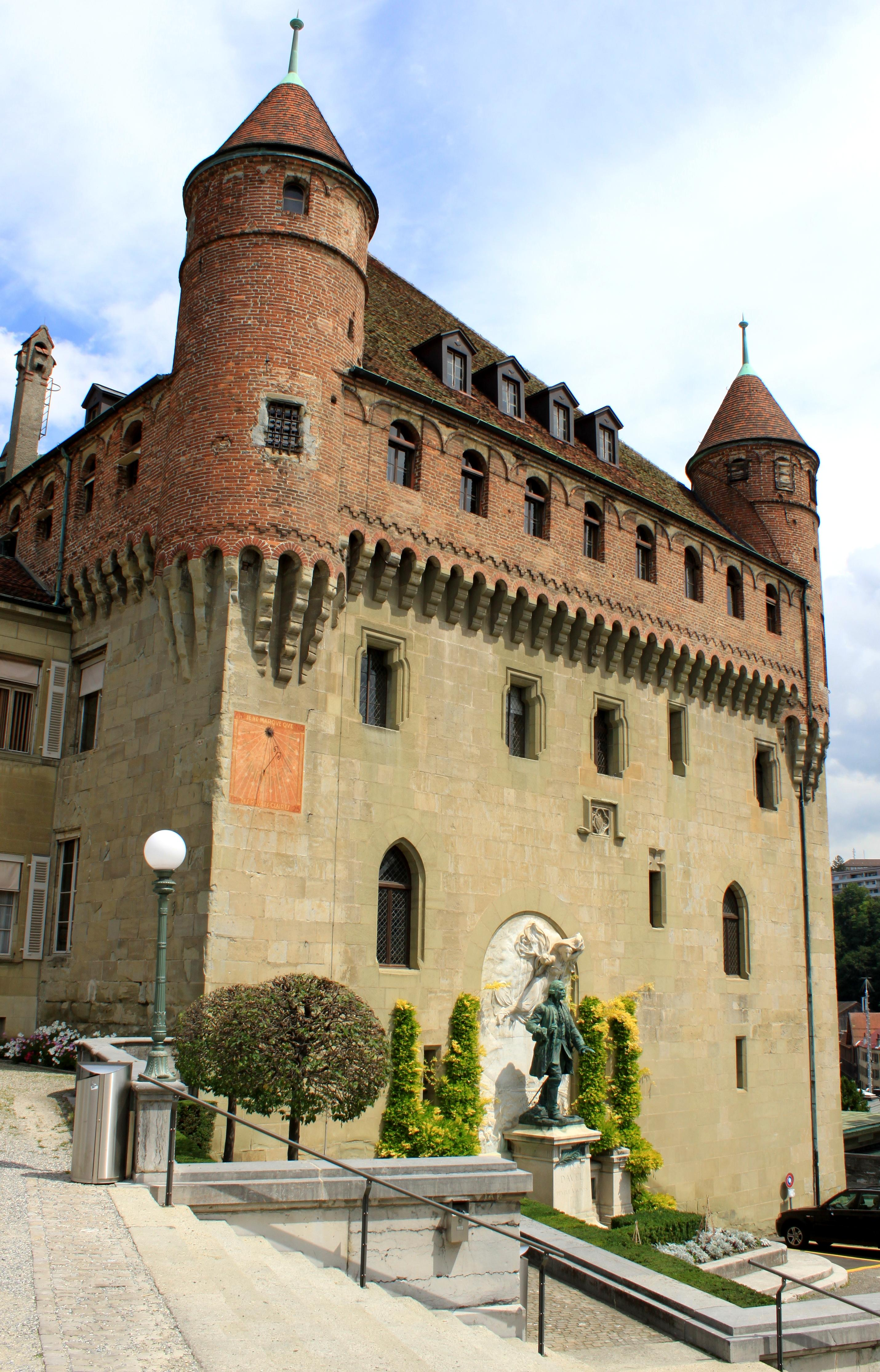
Das Château Saint-Maire

Das Schloss «Saint-Maire» im Norden der Altstadt ist ein von vier Ecktürmen flankierter massiver kubischer Bau, dessen oberstes Geschoss Backsteinarchitektur zeigt. Es wurde zu Beginn des 15. Jahrhunderts an der Stelle des Priorats Saint-Maire errichtet, diente als Bischofssitz und war während der Berner Zeit Sitz des Landvogts. Die alte bischöfliche Burg Ancien évêché de Lausanne an der Place de la Cathédrale stammt aus dem 11. Jahrhundert, im Lauf der Zeit wurden aber mehrere neuere Gebäudeflügel angebaut; der Jacquemard-Turm (1360–1380) war ein Teil der ursprünglichen Stadtbefestigung.
Das Haus Gaudard wurde 1670 errichtet, die ehemalige Akademie, ein rechteckiges Gebäude mit Treppenturm, von 1579 bis 1587. Von 1803 bis 1806 stammt das klassizistische Bâtiment du Grand Conseil, das Gebäude des Grossen Rats, das nach einem Grossbrand vom Jahr 2002 teilweise neu gebaut wurde.
Mit dem westlich angrenzenden Quartier de la Palud im Tal des Louve ist der Stadtteil Cité durch gedeckte Treppenläufe verbunden. Das Stadtquartier um die Place de la Palud entwickelte sich in einer ehemals sumpfigen Geländemulde und diente als Markt von Lausanne. Hier befindet sich das Hôtel de Ville (Rathaus), das 1672–1675 an der Stelle eines Vorgängerbaus errichtet und im 18. und 19. Jahrhundert vergrössert wurde. Es zeigt eine zweigeschossige Renaissancefassade über Arkaden und besitzt einen Glockenturm. Im Weiteren sind das Maison de Seigneux (heute Polizeiposten) in einem Stil im Übergang vom Barock zum Frühklassizismus (1732), das Haus Crousaz aus dem 18. Jahrhundert und der Gerechtigkeitsbrunnen (16. Jahrhundert; das Original befindet sich im Museum) zu nennen. An der Place de la Riponne stehen das Palais de Rumine (1898–1906) im Neurenaissancestil, das ursprünglich zur Aufnahme der Universität, der Bibliothek und eines Museums bestimmt war, sowie das ehemalige Musée Arlaud (1836–1839).
Im Quartier du Bourg befindet sich die reformierte Kirche Saint-François, die ehemalige Kirche des 1258 gegründeten Franziskanerklosters. Der einschiffige Bau mit Kreuzrippengewölbe stammt von 1270, musste aber 1368 nach einem Brand wieder aufgebaut werden. Der Glockenturm wurde im 15. Jahrhundert errichtet.
Am Eingang zum Quartier Saint-Laurent steht die Tour de l’Ale, ein Rundturm aus dem 13. und 14. Jahrhundert, der als eines der wenigen mittelalterlichen Festungsbauwerke noch erhalten ist. Die reformierte Kirche Saint-Laurent wurde 1716–1719 an der Stelle einer Kirche aus dem 11. Jahrhundert erbaut und 1761–1763 mit einer Barockfassade versehen. Das Maison de l’Elysée ist ein Herrenhaus, das 1780–1783 erstellt wurde.
In den Aussenquartieren von Lausanne befinden sich zahlreiche Schlösser und Landsitze mit privaten Gärten sowie grossbürgerliche Wohnbauten und repräsentative Verwaltungsgebäude. Dazu zählen das Schloss Beaulieu (1763–1766), das Schloss Béthusy aus dem 18. Jahrhundert, das klassizistische Haus Villamont (1791–1793), das Maison de Mon-Repos (1819–1827), in dem früher das Musée Olympique untergebracht war, sowie die imposanten neoklassizistischen Bauten des Bundesgerichts (Tribunal Fédéral; 1922–1927), der Kantonalbank (1903) und des Postgebäudes (1896–1900).
In Ouchy, dem Siedlungskern beim Hafen von Lausanne, stehen mehrere Hotelbauten aus dem 19. Jahrhundert, beispielsweise das Hôtel du Château d’Ouchy (1889–1893) im neugotischen Stil, das Hôtel d’Angleterre (1775–1779) und das Hôtel Beau-Rivage (1858–1861). Entlang des Genfersees gibt es ausgedehnte Parkanlagen mit Skulpturen sowie am Quai eine neugotische Turmruine von 1830.

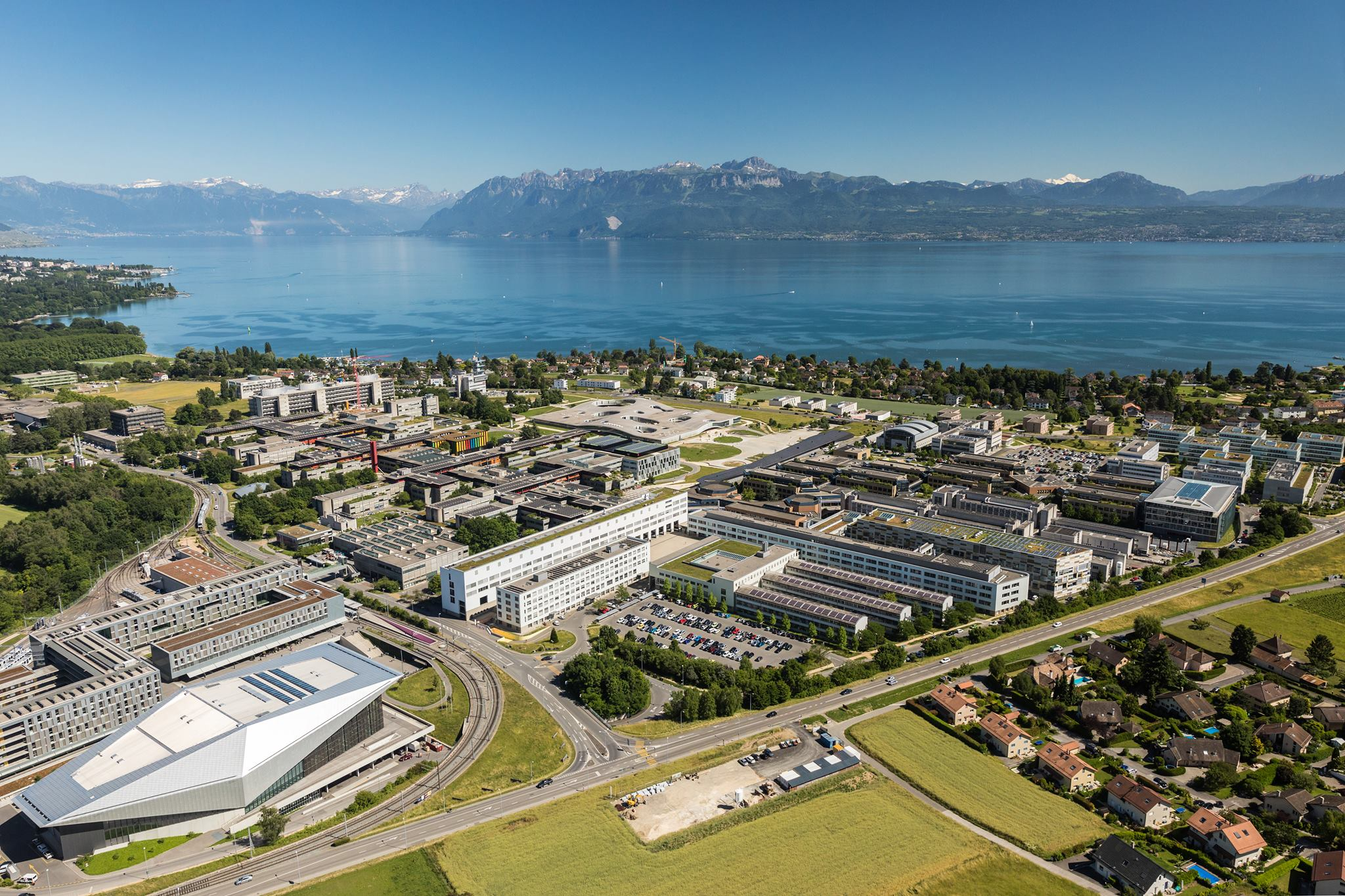
Campus der Universität Lausanne und der ETH Lausanne

Auf dem Gelände der École polytechnique fédérale de Lausanne eröffnete im Jahr 2010 das Rolex Learning Center, ein ungewöhnliches Beispiel zeitgenössischer Architektur. Der Entwurf stammt von dem japanischen Architekturbüro SANAA.
Im Wissenschaftspark Biopôle im nördlichen Stadtteil Vennes wurde 2017 das Aquatis, Europas grösstes Süsswasser-Schauaquarium-Vivarium, eröffnet.

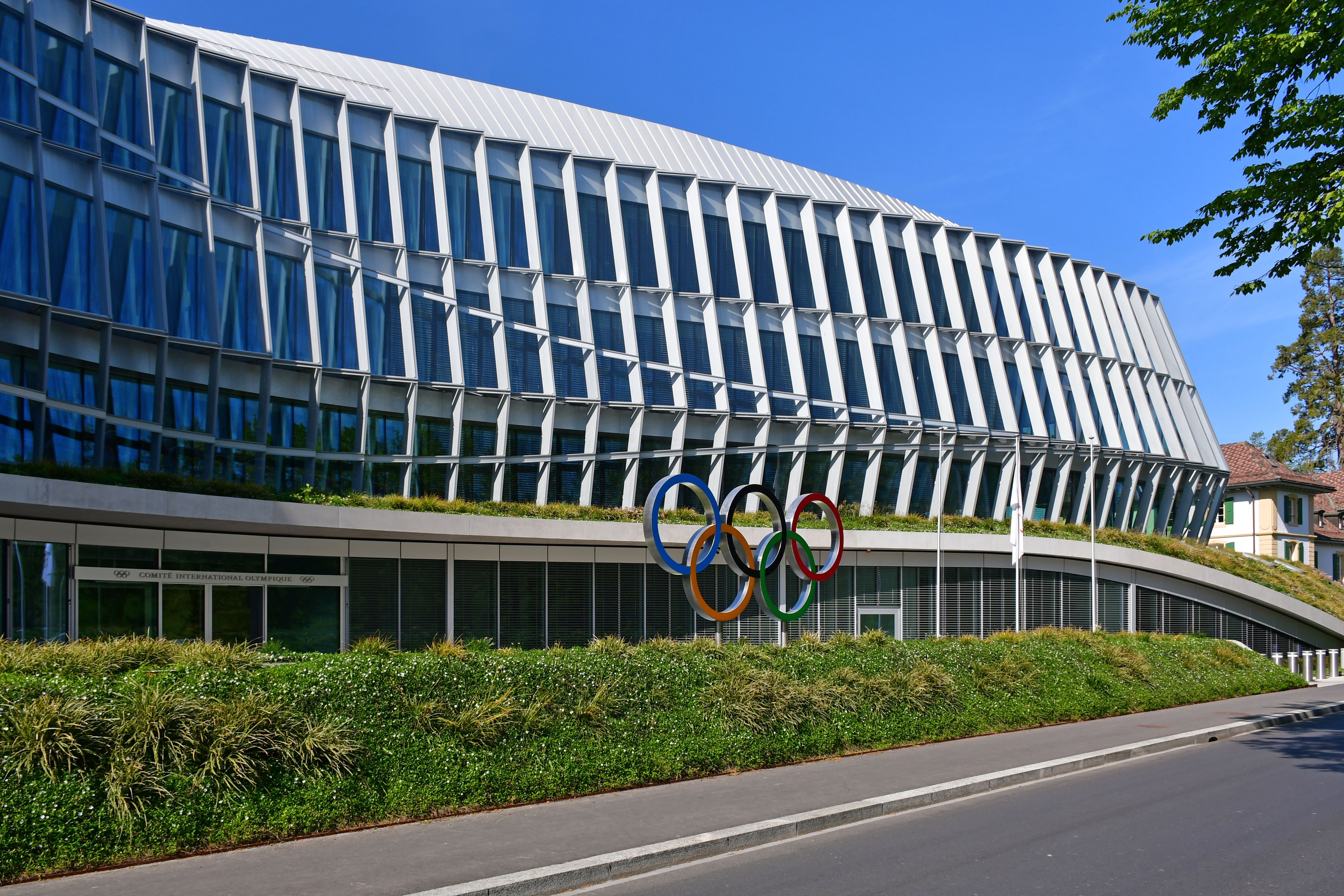
Weltweiter Hauptsitz des Internationalen Olympischen Komitees

### Sport
Lausanne ist Sitz verschiedener Sportweltverbände, die in der Maison du Sport International nahe am Genfersee ein neues Verwaltungszentrum erhalten haben. Das Internationale Olympische Komitee (IOC) hat seinen Hauptsitz in Lausanne, und seit 1993 befindet sich in der Stadt auch das Olympische Museum.
Die grossen in Lausanne ansässigen Sportverbände sind die International Table Tennis Federation (Tischtennis), die Fédération Internationale de Volleyball, die International Baseball Federation, die Fédération Internationale de Hockey, die Fédération Internationale d’Escrime (Fechten), die Fédération Équestre Internationale (Reitsport), United World Wrestling (Ringen), die World Dance Sport Federation (Tanzsport), die Fédération Internationale de Natation (Schwimmen), die World Archery Federation (Bogenschiessen), die Fédération Aéronautique Internationale (Flugsport), die International Canoe Federation (Kanusport) und die Fédération Internationale des Sociétés d’Aviron (Rudern).
Unweit von Lausanne haben weitere Sportorganisationen ihren Hauptsitz, so die Fédération Internationale de Motocyclisme (Motorsport) in Mies, die Union Cycliste Internationale (Radsport) in Aigle, die UEFA in Nyon und die Fédération Internationale de Gymnastique (Turnen) in Moutier.
Der bedeutendste Fussballverein der Stadt ist der FC Lausanne-Sport, der 1896 als Montriond FC gegründet wurde. In der Saison 2022/23 spielte der Verein nach dem Abstieg aus der obersten Spielklasse wieder in der zweitobersten Schweizer Spielklasse, wo mit dem FC Stade Lausanne-Ouchy seit 2019 ein zweiter Verein aus Lausanne im Schweizer Profifussball vertreten ist. Nebst Lausanne verfügt nur die Stadt Zürich über mehr als einen Verein im Schweizer Profifussball. Am Ende der Saison 2022/23 stiegen beide Lausanner Vereine in die oberste Spielklasse auf.
Die Stadt besitzt Sportanlagen, die sich vor allem in der Nähe des Seeufers und auf den Hügeln oberhalb von Lausanne befinden. Dazu zählen das Olympiastadion La Pontaise, in dem der FC Stade Lausanne-Ouchy seine Heimspiele austrägt, das Stade de la Tuilière, die Heimstätte des FC Lausanne-Sports, das Eishockey-Stadion „Vaudoise Aréna“ mit rund 10'000 Plätzen als Heimstätte des Lausanne HC und das Stade Pierre de Coubertin am Genfersee. Auf der Höhe von Le Chalet-à-Gobet an der Gemeindegrenze zu Epalinges liegt ein Golfplatz.
Lausanne war einer von sechs Austragungsorten der Fussball-Weltmeisterschaft 1954. Im Jahr 2012 fand in Lausanne, im Rahmen der Longines Masters of Lausanne, erstmals eine Station der Global Champions Tour statt. 2020 war Lausanne Austragungsort der Olympischen Jugend-Winterspiele. Auch hätten die Spiele der Top-Division der schlussendlich abgesagten Eishockey-Weltmeisterschaften der Herren 2020 in Lausanne stattfinden sollen.

### Urbane Freiräume

Sonnenuntergang am Genfersee, vom Turm Sauvabelin gesehen

Fast das gesamte Seeufer auf dem Stadtgebiet ist als ausgedehnte Erholungszone mit Freizeit- und Sportanlagen, Schwimmbad, Seebad, Bootshafenanlagen, Campingplatz und Spielwiesen gestaltet. Im Bereich der Flussmündung des Flon lag das 1964 für die Schweizerische Landesausstellung Expo 64 Lausanne neu gestaltete Gelände. Vom damaligen Ausstellungspark sind einzelne Elemente noch heute vorhanden, besonders die Uferzone und die Vallée de la Jeunesse im ehemaligen Flontal.
Im Stadtgebiet liegen mehrere Parks und Grünanlagen. Dazu gehören der Botanische Garten beim Parc de Milan am Moränenhügel Montriond, der Parc de Valency, das Gebiet von Monrepos und die Esplanade de Montbenon. Als Naherholungsräume spielen auch der Wald von Sauvabelin mit dem Sauvabelin-Turm und das Gebiet um Chalet-à-Gobet im Jorat eine Rolle.
Zu den grossen öffentlichen Parkanlagen zählen auch die verschiedenen Friedhöfe in der Stadt. Im Friedhof Bois-de-Vaux befinden sich unter anderem die Gräber des Gründers der modernen Olympischen Spiele Pierre de Coubertin, der Modeschöpferin Coco Chanel und des Architekten Eugène Viollet-le-Duc. Mehrere ältere Friedhöfe im Stadtzentrum hat die Stadt seit dem 19. Jahrhundert aufgehoben. 1946 machte der Friedhof von Pierre-de-Plan der Primarschule des Quartiers La Sallaz Platz. 1966 hob die Stadt den Friedhof Calvaire auf und machte das Areal zu einem öffentlichen Park. In diesem sind einige historische Grabmonumente erhalten geblieben so wie jenes des Juristen und Philosophen Charles Secrétan, des Dichters und Naturforschers Eugène Rambert und des Politikers Frédéric-César de La Harpe.

## Wirtschaft und Infrastruktur

Blick auf die Altstadt von Lausanne mit dem Genfersee im Hintergrund

### Wirtschaft
Neben Genf ist Lausanne das bedeutendste Wirtschafts- und Verwaltungszentrum der Westschweiz. Rund 83 Prozent der Erwerbstätigen sind im Dienstleistungssektor beschäftigt, der sekundäre Sektor vereinigt rund 17 Prozent der Beschäftigten auf sich und weniger als 1 Prozent arbeitet im primären Sektor. Per 30. September 2017 betrug die Arbeitslosenquote 5,9 Prozent.
Bis zu Beginn des 20. Jahrhunderts gab es an den Südhängen unterhalb der Altstadt mehrere kleinere Weinbaugebiete und Ackerflächen. Mit der Ausdehnung des Siedlungsgebietes ist der Rebanbau mittlerweile fast völlig verschwunden. Auf den Hochflächen des Jorat wird heute Viehzucht und Milchwirtschaft betrieben. Dank der grossen Waldfläche des Bois du Jorat spielt auch die Forstwirtschaft eine gewisse Rolle.
Der industrielle Sektor hatte vor allem in der ersten Hälfte des 20. Jahrhunderts Bedeutung. Industrie- und Gewerbezonen entstanden entlang der Eisenbahnstrecke im Westen der Stadt und am Hangfuss in der Nähe des Genferseeufers. Mit dem vergrösserten Platzbedarf der Industrie wurden aber einige Betriebe in die Vorstädte, insbesondere an den westlichen und nordwestlichen Rand von Lausanne verlegt (Renens, Crissier, Bussigny-près-Lausanne).
Heute konzentriert sich die in Lausanne ansässige Industrie hauptsächlich auf das Baugewerbe, das Ingenieurwesen, auf Metall-, Nahrungsmittel- und Tabakindustrie, auf die Präzisionsmechanik, die Elektronik und die Optik sowie auf graphische Betriebe und das Druckerei- und Verlagswesen.
Das Dienstleistungsgewerbe ist auf Handel, Tourismus, Verwaltung, Banken und Versicherungen sowie auf Transport und Verkehr ausgerichtet. Lausanne ist Sitz verschiedener international und national bedeutender Institutionen, der kantonalen, der Bezirks- und der Stadtverwaltung. Seit 1874 befindet sich das Bundesgericht in Lausanne. Ferner haben auch zahlreiche Konsulate und das Sekretariat des Umweltprogramms der Vereinten Nationen (UNEP) ihren Sitz in der Stadt. Wichtige Forschungseinrichtungen sind das Centre de Recherches européennes – Fondation Jean Monnet pour l’Europe, das Centre de recherches sur les lettres romandes, das Institut Benjamin Constant und das Schweizerische Institut für Kunstwissenschaften.
Die wichtigsten in Lausanne ansässigen Unternehmen sind Swiss Medical Network (Gesundheitswesen), Compagnie Financière Tradition (ausserbörslicher Aktienhandel), Edipresse (Medien), EOS (Stromversorgung), Golay-Buchel (Schmuck), Landolt & Cie (Vermögensverwaltung), Publigroupe (Werbung und Marketing) und Vaudoise Assurances (Versicherungen).

Aktueller Verkehrslinienplan mit den tl-Verkehrsmitteln

### Verkehr

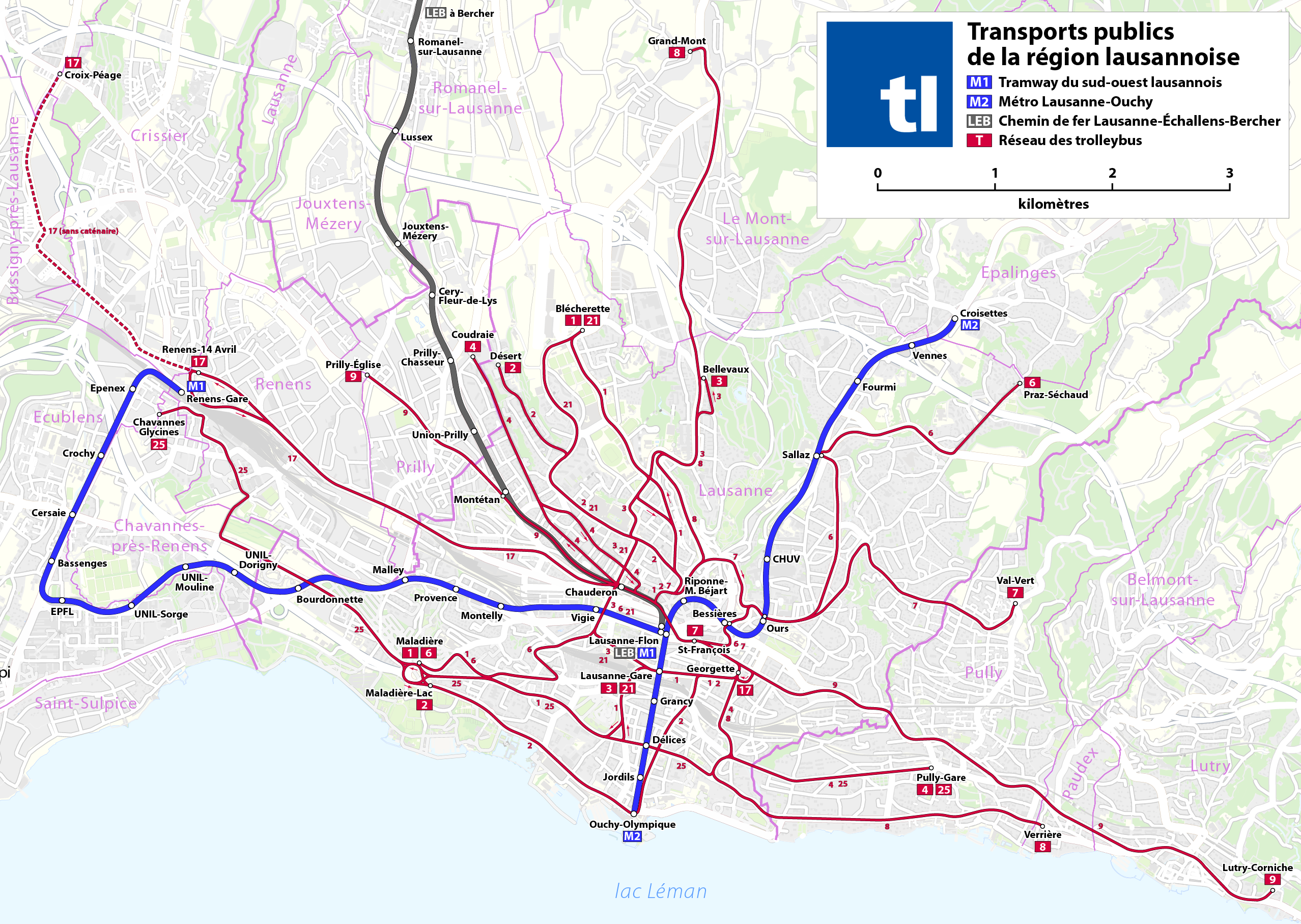
Verkehrslinienplan Lausanne (veraltet, ohne Buslinien)

Lausanne Flon mit Metrostation

Lausanne ist ein Verkehrsknotenpunkt im Westschweizer Mittelland. Es liegt an der alten Haupt- und Handelsstrasse von Genf über den Pass Chalet-à-Gobet nach Bern, der heutigen Hauptstrasse 1. Weitere, schon seit der Antike wichtige Verbindungen bestehen entlang des Genfersees nach Vevey und Montreux und zu den Alpenpässen sowie nach Norden nach Cossonay, Orbe und Yverdon-les-Bains und weiter über den Jura nach Frankreich. Im Stadtzentrum kreuzen sich die Hauptstrassen 1, 5 und 9.
Zu Beginn der 1960er Jahre erfolgte der Bau der Autobahn A1 von Genf nach Lausanne, die bei Lausanne-Vidy endete. Die Strecke wurde 1964 für die Landesausstellung in Lausanne in Betrieb genommen. Heute bildet der Abschnitt zwischen der Verzweigung Ecublens und Lausanne-Vidy unter der Bezeichnung A1A den westlichen Stadtzubringer von Lausanne. Die Nordumfahrung von Lausanne ist ein Streckenabschnitt der A9, die von Orbe nach Siders im Kanton Wallis führt. Diese Strecke führt mit mehreren Brückenbauwerken, zum Beispiel dem Viaduc de la Chocolatière, über die Täler der Flüsse von Lausanne. Sie wurde zum Teil im Jahr 1964 und vollständig 1973 eröffnet.
Der SBB-Bahnhof Lausanne ist einer der wichtigsten Knotenpunkte im Eisenbahnnetz der Schweiz. Von hier aus verkehren direkte Schnellzüge in fast alle Regionen der Schweiz sowie eine TGV-Linie nach Paris. Die erste Bahnlinie erreichte Lausanne am 5. Mai 1856 mit der Eröffnung der Strecke Renens–Lausanne. Damit war die Waadtländer Hauptstadt zunächst mit Morges verbunden; 1858 kamen die Strecken nach Genf und Yverdon und 1859 jene nach Neuenburg dazu. Am 2. April 1861 wurde der Streckenabschnitt am Genfersee von Lausanne nach Villeneuve der Simplonbahn in den Kanton Wallis eröffnet. Rund anderthalb Jahre später, am 4. September 1862, begann der Bahnbetrieb auf der Strecke Lausanne–Freiburg–Bern. Am 5. November 1873 folgte die Einweihung des Abschnittes von Lausanne nach Cheseaux-sur-Lausanne der Schmalspurbahn Chemin de fer Lausanne-Echallens-Bercher (LEB), die die nördlichen Vororte der Stadt erschliesst.
Der öffentliche Personennahverkehr wird in Lausanne durch die Transports publics de la région lausannoise (tl) betrieben. Diese Gesellschaft besitzt neben den zehn Linien des Trolleybus Lausanne diverse Buslinien auf dem Stadtgebiet und in der Agglomeration. Dazu kommen die Linien M1 und M2 der Métro Lausanne. Knotenpunkt von Métro und LEB ist der Bahnhof Lausanne-Flon. Die frühere Strassenbahn Lausanne wurde bis 1964 vom Trolleybus ersetzt. Zurzeit ist eine neue Strassenbahnstrecke zwischen den Bahnhöfen Flon und Renens in Bau, die 2026 eröffnet werden soll. Seit der Inbetriebnahme der ersten Bauetappe von Bahn 2000 im Dezember 2004 gibt es um Lausanne auch eine S-Bahn, die RER Vaud.
Mit dem Verkehrsnetz der Personenschifffahrt auf dem Genfersee ist Lausanne auf dem Wasser mit zahlreichen Seegemeinden in der Schweiz bis nach Genf sowie mit Évian-les-Bains und andern Ortschaften in Frankreich verbunden. Der Schiffbetrieb Compagnie Générale de Navigation sur le Lac Léman hat seine Basis und Werft beim Hafen von Ouchy in Lausanne.
Auf der Hochfläche von Blécherette oberhalb des Stadtzentrums befindet sich seit 1910 der Flugplatz Lausanne-La Blécherette für Zivilflugzeuge.

### Infrastruktur
Für die technische Infrastruktur in Lausanne sind vor die städtischen Betriebe Services industriels de Lausanne und Service de l’eau zuständig. Den elektrischen Strom bezieht das Stadtwerk zum Teil aus dem eigenen Wasserkraftwerk Lavey an der Rhone. Das Trinkwasser kommt aus Quellen im Joratgebiet, aus dem 50 km entfernten waadtländischen Pays-d’Enhaut und aus zwei Seewasserwerken am Genfersee. Das Wasserwerk speist mehr als 300 öffentliche Brunnen im Stadtgebiet.

## Bildung
Lausanne ist ein bedeutendes Bildungszentrum in der Westschweiz. Zu den wichtigen Ausbildungsstätten zählen die Universität (Université de Lausanne), die 1890 gegründet wurde und sich heute in Dorigny befindet, die École polytechnique fédérale de Lausanne (EPFL; Eidgenössische Technische Hochschule – Lausanne) und das Spital Centre hospitalier universitaire vaudois (CHUV), das als Zentrumsspital für die Westschweiz dient und in mehreren Rankings der jüngsten Zeit zu den besten Spitälern weltweit gezählt worden ist. Die EPFL entstand 1946, als die vorher zur Universität gehörende Ingenieurschule mit einer neu gegründeten Architektenschule zusammengefasst wurde. Die Gebäude der EPFL und die meisten Gebäude der Universität bilden zusammen den Campus Lausanne. Dieser befindet sich in Dorigny auf dem Gemeindegebiet von Ecublens in der Nähe des Genfersees.
Dazu kommen zahlreiche Berufsschulen, darunter die Hotelfachschule (École hôtelière de Lausanne), die Ingenieurschule des Kantons Waadt (École d’ingénieurs du Canton de Vaud, EIVD), die Haute École de Gestion du Canton de Vaud (HEG-Vd; Verwaltung), die Krankenpflegeschule des Schweizerischen Roten Kreuzes, die Kunsthochschule (École Cantonale d’Art de Lausanne, ECAL) und das Konservatorium (Conservatoire de Lausanne). Ausserdem befindet sich die kleine Business School IMD (International Institute for Management Development) in Lausanne, welche 1990 aus der Verschmelzung der von Alcan und Nestlé gegründeten Bildungseinrichtungen IMI Genf und IMEDE Lausanne hervorgegangen ist.

## Namensvarianten
- Latein: Lousonna, Leusonna, Lausanna[23][8]
- Französisch: Lausanne, Lausane[6]
- Frankoprovenzalisch: Losena
- Deutsch: Lausannen, Losannen, Losanen, Losan, Losen[6]
- Italienisch: Losanna, Lozanna, Lozana[6]
- Rätoromanisch: Losanna[6]